# Piero di Cosimo

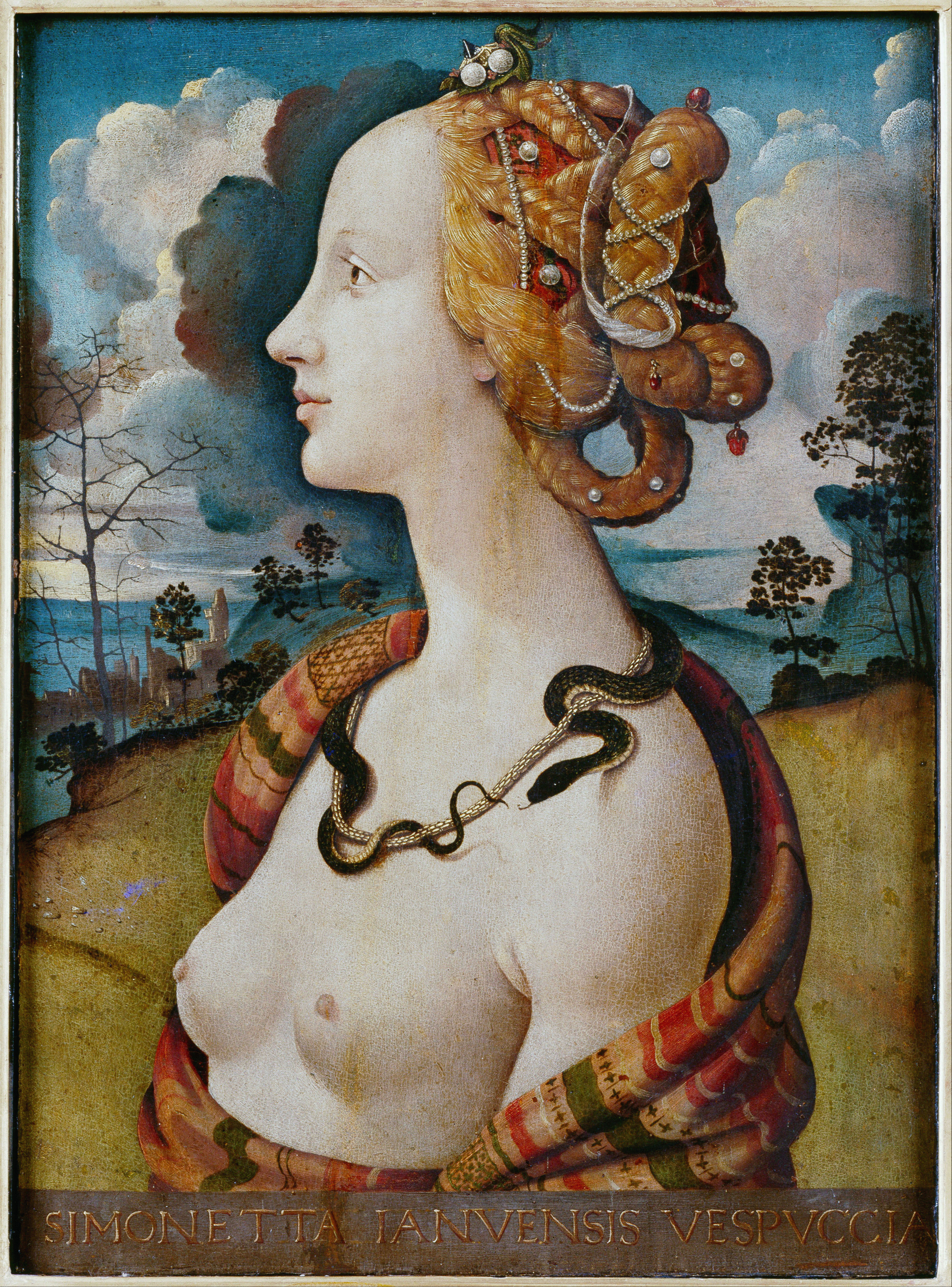
Piero di Cosimo, Portrait de femme dit de Simonetta Vespucci, musée Condé, Chantilly.

Piero di Cosimo né Pietro di Lorenzo di Chimenti, parfois appelé Piero di Lorenzo Ubaldini (Florence, 2 janvier 1462 - 12 avril 1522) est un peintre italien de l'école florentine, que Daniel Arasse qualifie de « dernier des grands primitifs italiens ».

## Biographie

### Origines et formation
Fils de Lorenzo di Pietro d'Antonio, « humble artisan outilleur », il est né en 1462 à Florence via della Scala et est l'ainé de quatre frères, Giovanni, Girolamo et Vanna. Il est documenté en 1480 comme apprenti non rémunéré dans l'atelier du peintre Cosimo Rosselli, dont il adopte le nom sous lequel il est connu. Giorgio Vasari, son principal biographe, écrit : « ... le fit prendre par Cosimo qui l'accepta plus que volontiers. Au milieu de ses nombreux élèves, le voyant croitre en âge et en mérite, Cosimo l'aima comme un fils et le considéra comme tel ».

### Rome
En 1481, Piero di Cosimo accompagne à Rome Cosimo Rosselli pour l'aider à terminer la fresque qu'il avait commencée dans la Chapelle Sixtine : « ... quand le pape Sixte l'appela pour faire une des scènes de la chapelle ; Piero y réussit un superbe paysage... Il était également excellent portraitiste et il fit à Rome, de nombreux portraits de personnages éminents , dont ceux de Verginio Orsino et Ruberto Sanseverino, qu'il introduisit dans des compositions Il fit encore le portrait du duc de Valentinois, fils du pape Alexandre VI ; je ne sais pas ce qu'il est devenu aujourd'hui, mais le carton se trouve chez le révérend Cosimo Bartoli, l'illustre prévôt e Saint-Jean ».

### Retour à Florence

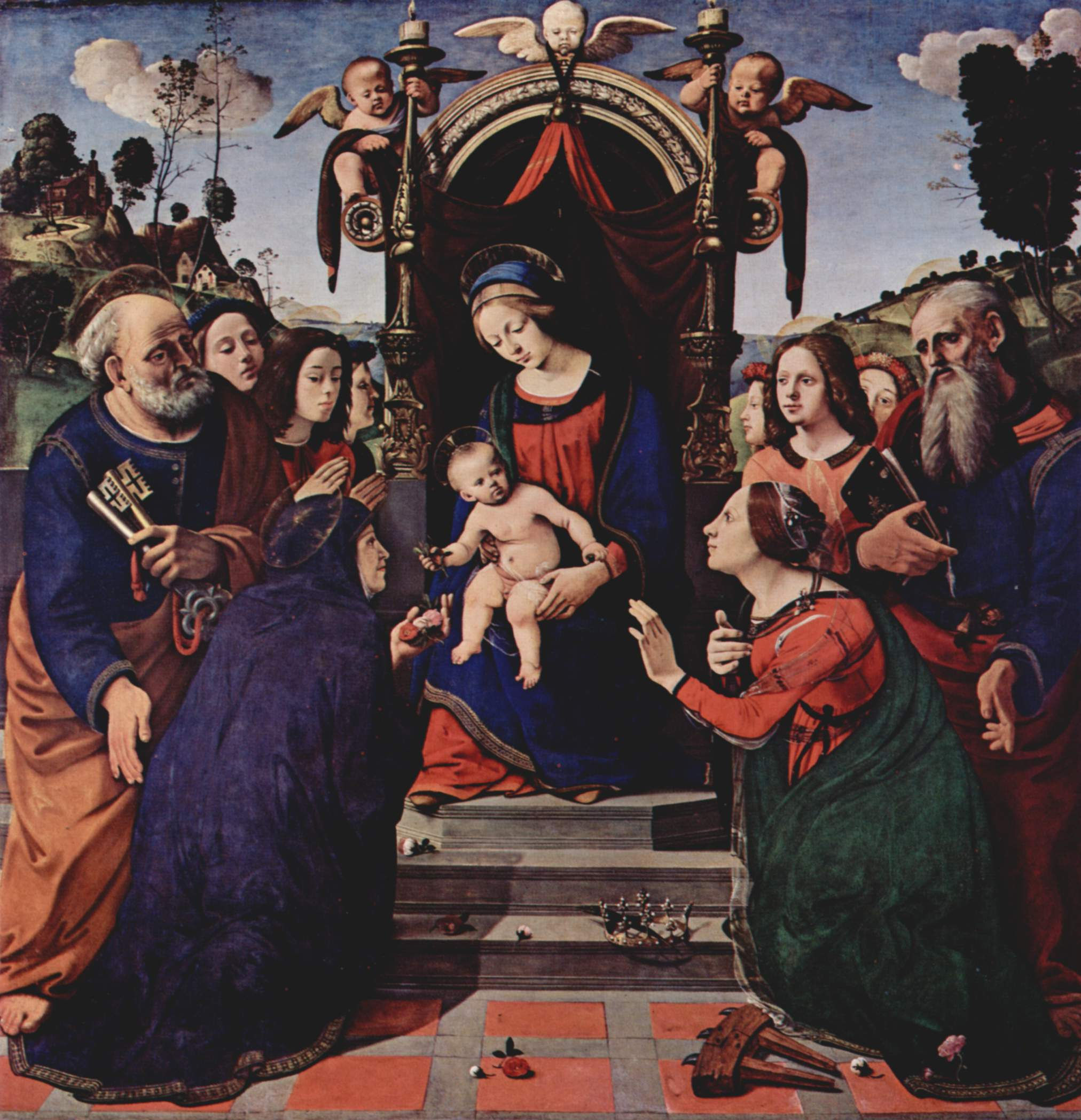
Piero di Cosimo, Conversation sacrée Del Pugliese.

Il revient à Florence en 1483, et en 1488, réalise la Conversation Sacrée Del Pugliese, maintenant au Spedale degli Innocenti.
Le 13 octobre 1489, la famille Capponi paie 6 florins au menuisier Chimenti del Tasso pour la charpente du retable de la chapelle de la basilique florentine de Santo Spirito, le retable de la Visitation aujourd'hui à la National Gallery de Washington .
En 1498, il est documenté comme résidant toujours via della Scala, chef de famille et propriétaire des biens hérités de ses parents, avec des maisons, des vignobles et des oliviers à Carmignano. En 1503, il s'inscrit à la Compagnia di San Luca, la confrérie des artistes, et le 8 mai 1504 à l'Arte dei Medici e Speziali. Le 10 mars 1506, les religieuses du couvent San Cresci à Valcava, dans le Mugello, envoient à Naples une Madone non identifiée qu'il a réalisée.
Alors qu'il travaille à la cour des Médicis, Julien de Médicis lui commande un portrait posthume de sa maîtresse, Simonetta Vespucci, morte de tuberculose en 1476. Il le réalisé entre 1485 et 1490. Il constitue l'un des premiers exemples de portrait allégorique.
Son œuvre explore la peinture religieuse, les portraits et les tableaux mythologiques. Elle est marquée par la peinture flamande, par celle de Pollaiuolo, de Signorelli et de Léonard de Vinci. Il a en commun avec Léonard le goût d'observer les taches des vieilles murailles, la forme des nuages et d'en tirer comme par hallucination provoquée « des inventions merveilleuses ». Comme lui, il peint des paysages panoramiques comme toile de fond de ses sujets. Beaucoup de ses peintures jouent sur un dualisme entre naïveté charmante et érotisme trouble qui apparaît très « moderne ».
Il est alors particulièrement apprécié du clan « anti médicéen » qui se regroupe autour de la famille Del Pugliese, favorable à Savonarole.

### Histoires de l'Humanité primitive

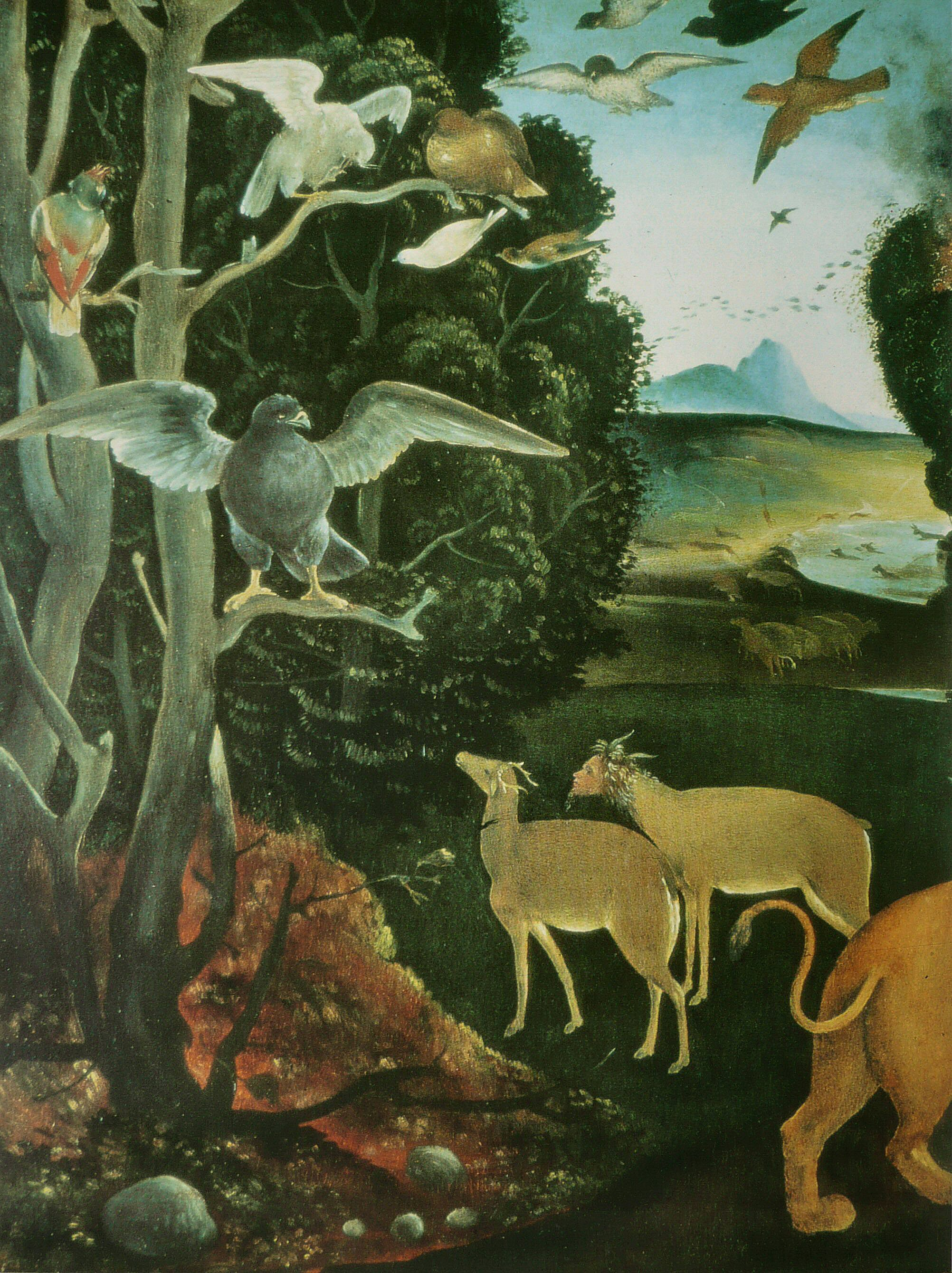
Piero di Cosimo, Le Feu de forêt (détail).

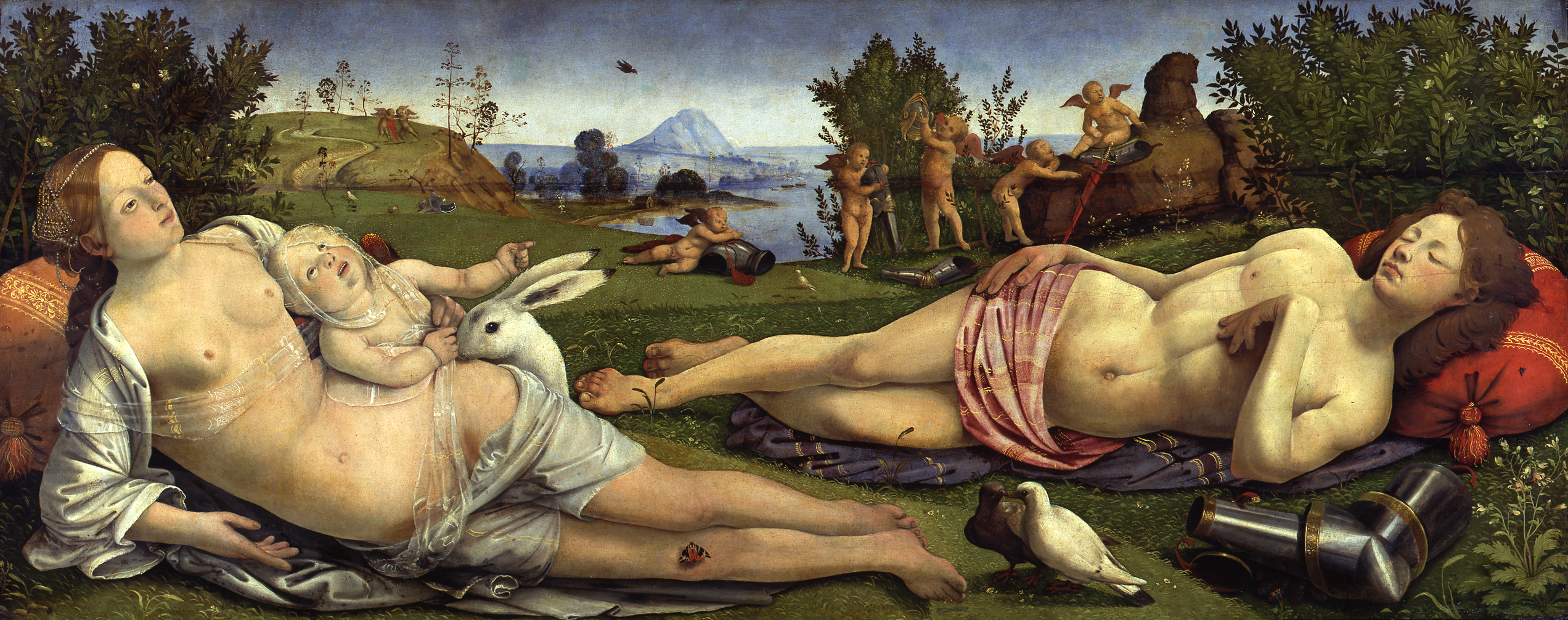
Vénus, Mars et Cupidon, 1505panneau de cassone.

Au début du XVIe siècle, Piero accentue encore les singularités de son style, s'éloignant du débat artistique dominant. Sa peinture sacrée devient plus sévère et la peinture profane teintée de symbolismes complexes.
Environ 1500-1505, il peint trois panneaux pour Francesco Del Pugliese, son principal client, figurant des scènes de la vie primitive des hommes incapables de contrôler et d'utiliser le feu : le premier panneau, la Chasse primitive, représente des figures humaines à moitié nues, des satyres, des centaures et des animaux qui s'affrontent, ignorant le danger représenté par le feu qui flambe en arrière-plan ; dans le second, le Retour de la chasse, il représente les premières formes de vie communautaire et l'utilisation des techniques primitives de construction ; dans le troisième, le Feu de forêt, un homme habillé, conscient de l'incendie, tente de capturer le bétail terrifié.
Les tableaux, ainsi que d'autres perdus, ornaient peut-être la maison florentine du marchand Francesco del Pugliese, deux fois prieur de Florence, anti-médicéen et savonarolien, interdit en 1513 pour avoir publiquement insulté Laurent II de Médicis. Cette conception de la lente évolution de la civilisation à travers le progrès technique et intellectuel, rare et en tout cas hétérodoxe par rapport à la fois aux conceptions classique et chrétienne, se retrouve à la fois dans Lucrèce et dans Vitruve, ce dernier étant mentionné par Boccace dans la Généalogia Deorum. Piero revient sur ces thèmes dans deux panneaux peints pour Giovanni Vespucci, La découverte et Le don du vin aux hommes par Bacchus, et dans deux panneaux de cassoni avec le mythe de Prométhée et d'Épiméthée, montrant sa proximité avec Hésiode, Ovide, Lucrèce et Boccace.

### Persée délivrant Andromède

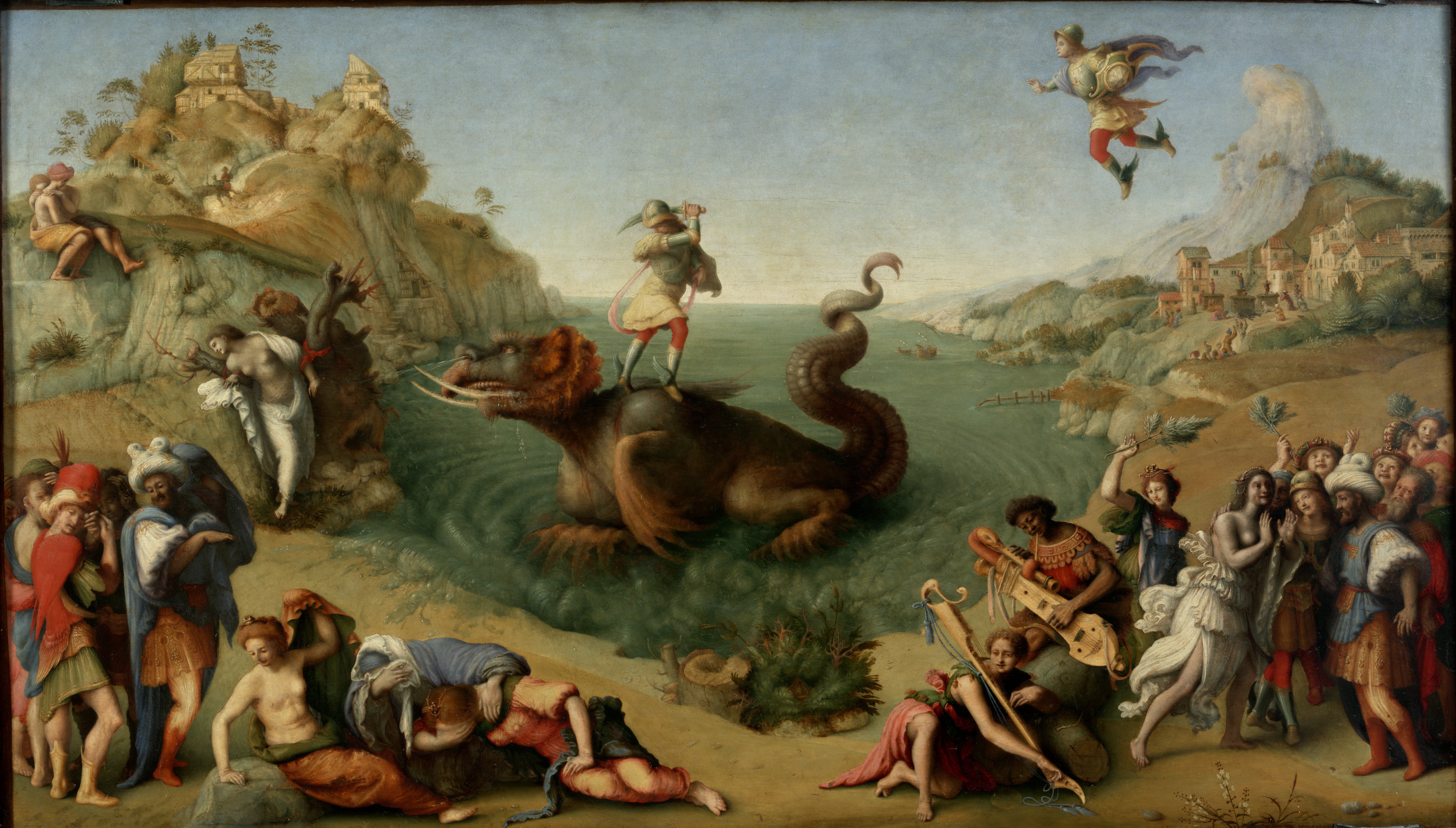
Piero di Cosimo, Persée délivrant Andromède, 1510-1513.

Le 8 décembre 1515, il reçoit 58 florins pour des travaux de décoration réalisés à l'occasion de la visite du pape Léon X à Florence le 20 novembre.
Selon Vasari, Philippe Strozzi le Jeune lui commande Persée délivrant Andromède, exécuté vers 1515, qui fait vraisemblablement allusion au retour des Médicis à Florence en 1512. Ce tableau, désormais aux Offices, est mentionné par certains comme son dernier ouvrage, bien que des études plus récentes le datent de 1510 ou 1513.
Vasari affirme que Piero di Cosimo passe les dernières années de sa vie d'une manière sombre. La cause pourrait en être attribuée à l'influence de Jérôme Savonarole dans l'art religieux. Il aurait vécu une vie recluse, survivant à un régime d'œufs durs qu'il aurait cuits par lots de cinquante. À la fin de sa vie, il souffre d'une paralysie partielle et est incapable de travailler.
Vasari note 1521 comme date de sa mort. Il est enterré à San Pier Maggiore à Florence. Cette date a été démentie à la suite des recherches de Louis Alexander Waldman. L'année florentine se terminant les 24 mars à l'époque, il serait donc mort de la peste le 12 avril 1522.

### Maestro della Natività di Catello?
Le  Maestro della Natività di Castello a été identifié au jeune Piero di Cosima par l'historienne de l'art Chiara Lachi, mais l'identification a peu convaincu.

## Postérité
Parmi ses élèves, on trouve Fra Bartolomeo, Jacopo Pontormo et (selon Vasari) Andrea del Sarto. Giorgio Vasari dans Le Vite décrit aussi les excentricités de l’artiste qui ont inspiré George Eliot pour son roman Romola (1863), ainsi que l’idéal romantique de l’artiste, véritable bohème.

## Personnalité
Piero di Cosimo est un artiste insolite, raffiné et original, qui étonne encore aujourd'hui par son bouillonnement et la liberté étonnante de son imagination créative. Sa contribution au panorama artistique de l'époque en constitue une note dissonante et, précisément pour cette raison, lui confère un grand charme.
Des références culturelles hétérogènes peuvent être trouvées dans sa peinture, allant de la clarté des primitifs flamands à la charge expressive de Léonard de Vinci, jusqu'à l'instabilité nerveuse de Filippino Lippi. Cet éclectisme fait de lui un étranger, toujours en équilibre entre des retours nostalgiques sur le passé et des impulsions soudaines de maniérisme. Vasari décrit sa personnalité singulière, la qualifiant d'« ingéniosité abstraite et dissemblable ».
Christoph Pudelko a tenté de donner une interprétation au comportement de Piero di Cosimo qui va au-delà du pur bizarre ou, pire, de la « bestialité » que lui attribue Vasari, « homme d'ordre » bien connu.
Dès le XVIe siècle, Vasari campe un personnage ambigu : un salvatico, un sauvage qui fuit les hommes, qui vit à l'écart du bruit, soucieux d'économiser le feu, imaginant des batailles des villes et des paysages dans les dessins laissés par les crachats sur les murs. Pour lui, c'est un « primitif », celui qui ne sait pas s'adapter à la société moderne, l'homme qui mène une vie « plus proche de la bête que de l'humain ». Mais, toujours selon Vasari, c'est aussi l'un des « beaux génies » que la Toscane peut opposer à la Lombardie au début du siècle : maître parfait de la technique à l'huile, il est également spécialiste des chars de parade et de grands retables, œuvres éminemment sociales ; son image, celle de l'« homme sauvage » d'une société raffinée, que reprendront les surréalistes en 1938, est à nuancer fortement.

## Analyses
Il n'est pas influencé par son maître, Cosimo Rosselli ; il emprunte d'abord à Filippino Lippi, Domenico Ghirlandaio et Luca Signorelli. Son luminisme délicat et ses valeurs atmosphériques dérivent de Léonard de Vinci, mais il reste un peintre original de par sa grande imagination et ses capacités d'analyse qui le rapprochent des Flamands et lui font refuser l'abstraction des représentations basées sur le dessin, privilégiant, par opposition à Botticelli, le caractère concret de l'image basée sur des valeurs chromatiques, comme le font les Vénitiens.

Piero di Cosimo, La Visitation avec saint Nicolas et saint Antoine abbé.

Fanny Knapp Allen écrit au sujet de la Visitation : « Par l'étude de la peinture hollandaise, il parvient à une finesse de détail qu'aucun autre florentin n'a jamais atteinte. C'est peut-être l'une des peintures les plus caractéristiques de la première période du peintre ... chaque ride, chaque ligne de cheveux sur le visage et les mains des deux saints assis au premier plan, parfaitement caractérisés, ont été exécutés avec un soin et un amour qui émerveillent chez un florentin. Il est merveilleux que le penchant de Piero pour les données sensibles soit si proche de celle du peuple nordique ... Les deux femmes se regardent dans les yeux, comme si elles étaient conscientes du destin qui les attend ... et tandis que Marie, dans un acte de salutation et d'apaisement, pose sa main gauche sur l'épaule de la vieille Elizabeth qui elle lève la main, étonnée que la Mère du Seigneur soit venue vers elle… elles sont très étroitement liées, exprimant un engagement intérieur et un abandon calme à leur destin. Psychologiquement, c'est la plus belle Visitation jamais peinte à Florence. ».

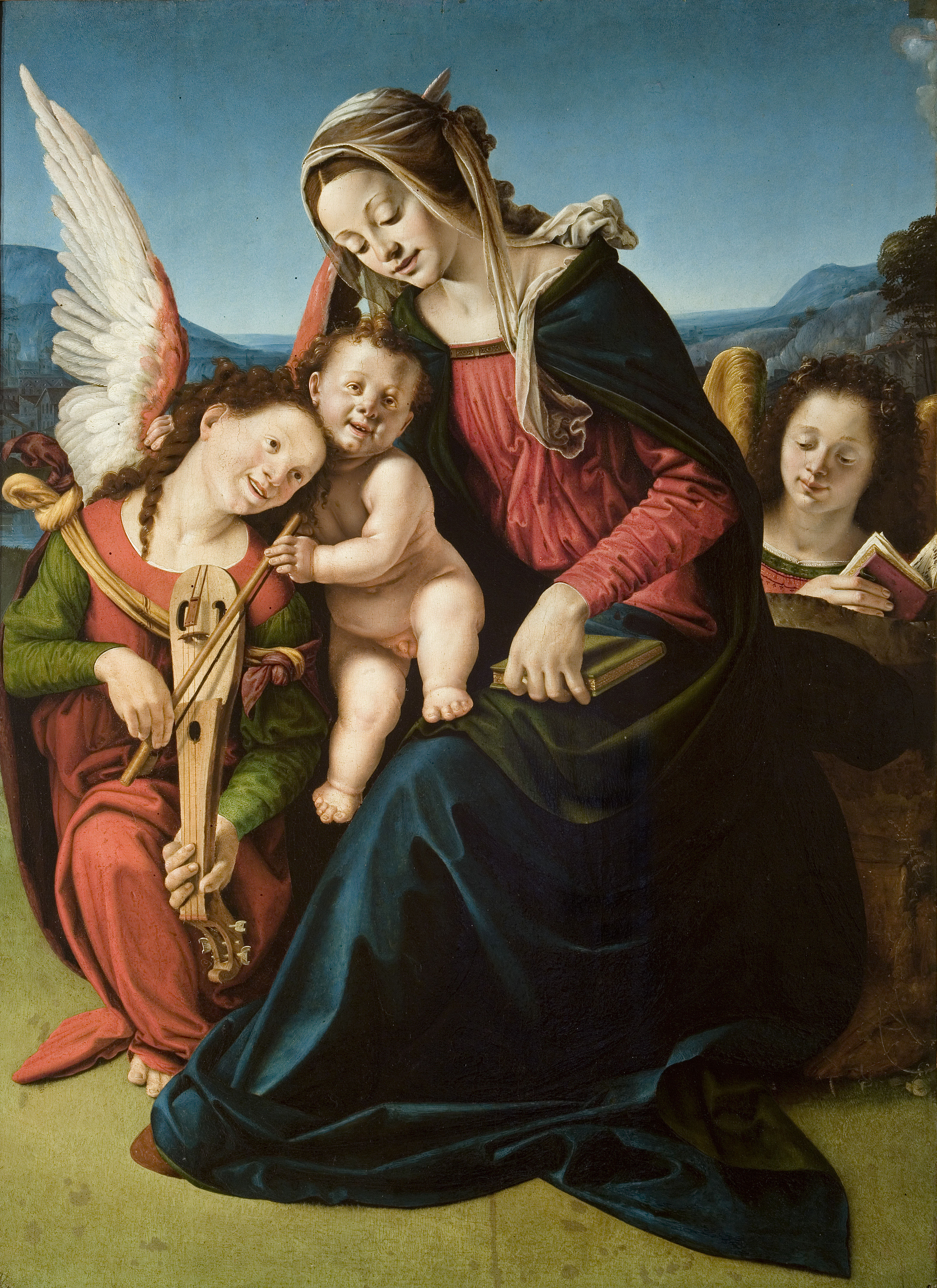
Piero di Cosimo, Vierge à l'Enfant avec deux anges.

Dans la Vierge à l'Enfant avec deux anges, à la fondation vénitienne Giorgio Cini, datée d'environ 1507, « il vise à une focalisation claire de l'image figurative, en l'obtenant par la lumière et le clair-obscur, c'est-à-dire en rationalisant dans le style florentin les idées qui ... apparaissent dans le Triptyque Portinari d'Hugo van der Goes ... Piero sait réaliser ... cet effet d'images de plein air que son lyrisme authentique anime d'une saveur rurale et climatique, où la lumière plus ou moins intense et cristalline, les prairies, les rochers et les arbres - tantôt nus, tantôt humides, tantôt très verts - font immédiatement pénétrer dans une atmosphère qui, de temps en temps, est le printemps, l'automne, le froid ... l'ambiance, presque élégiaque, en fin d'après-midi, est celle qui surgit de l'effet de la lumière du déclin imminent par lequel l'Ange musicien est pleinement investi et par lequel les autres figures sont progressivement élucidées ... » (Federico Zeri).
« Comment concilier l'exactitude signifiante des plus petits objets ... avec la perspective qui assimile tout, ...? ... il s'agit de trouver une voie médiane, qui assouplit la rigueur de la perspective et permet de faire varier la focalisation des objets, mais en même temps de donner à la présence des objets une certaine cohérence spatiale. Le portrait de Simonetta Vespucci et celui de Giuliano di Sangallo représentent bien les données extrêmes du problème ... Le deuxième problème, celui de l'antiquité, est plus complexe, et Piero le résout de manière originale en renonçant à l'autorité, mais pas au charme de l'ancien. Avec une intuition qui, dans les mêmes années, fait également son chemin dans la culture vénitienne, il ne recherche plus la philosophie ou l'histoire, mais la poésie de l'antiquité. Ainsi, presque en contraste avec le classicisme historique qui s'affirme à Rome, les élégies mythographiques, principalement inspirées d'Ovide, apparaissent ... Mais au-delà du corps mourant, du faune contrit, de la silhouette noire du chien triste, le paysage disparaît dans des transparences d'eau et des vapeurs venues du ciel. L'antiquité n'est plus la grande leçon historico-naturaliste, qui enseigne à vivre en pleine conscience de soi et du monde : c'est la nostalgie d'un mythe dissous et d'un temps perdu, un sentiment de mort. » (Argan).

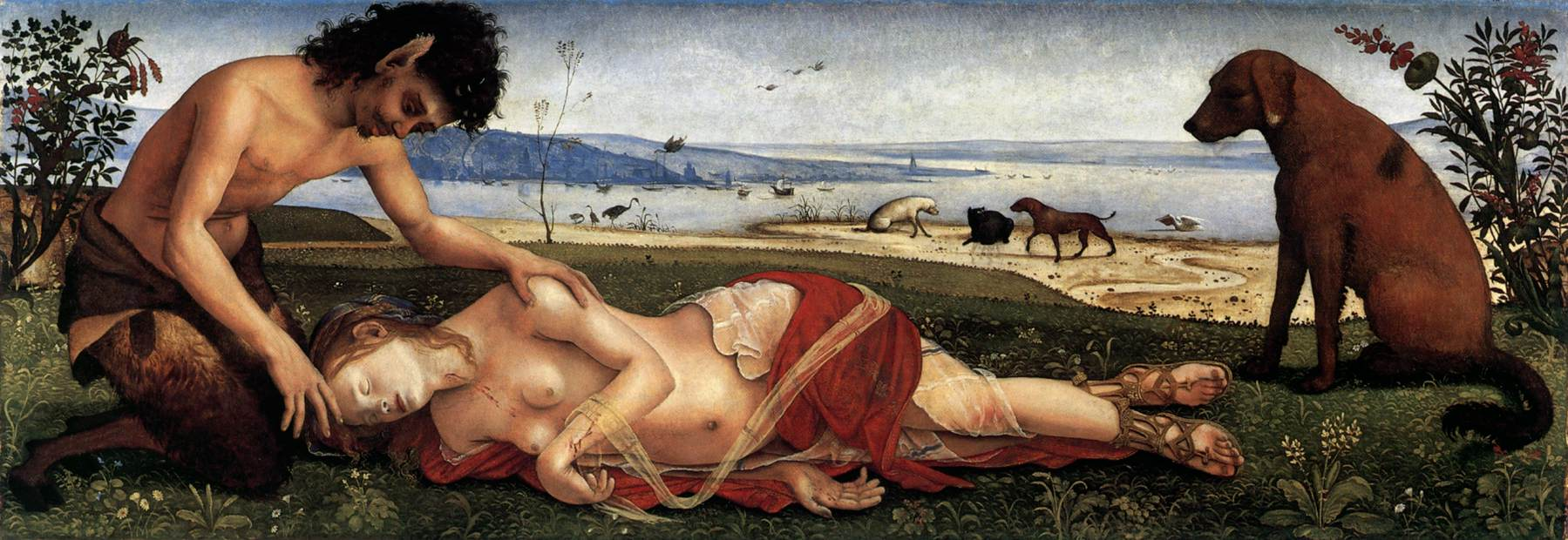
Piero di Cosimo, Mort de Procris, National Gallery de Londres.

Avec son ton élégiaque, le traitement par Piero des bêtes hybrides (satyres) dans la Mort de Procris est bien loin des représentations décidément plus défavorables qui avaient été réservées à ces créatures par la tradition picturale de la Renaissance italienne. La représentation compatissante d'un satyre par Piero trouve plutôt des parallèles frappants au nord des Alpes, dans les peintures et les exemples graphiques de grands maîtres allemands tels qu'Albrecht Dürer. Le satyre agenouillé est la compassion incarnée, totalement humaine dans la profondeur et la sincérité de sa douleur malgré son apparence, moitié homme et moitié bête ; il écarte doucement la mèche de cheveux du front de la nymphe et lui touche l'épaule comme pour la réveiller. La forme du tableau et la disposition des personnages font référence à celles de Vénus, Mars et Cupidon à la Gemäldegalerie de Berlin, que Vasari a conservée dans sa collection. Cependant, le tableau londonien manque du lien solide présent dans celui de Berlin avec la tradition de Lucrèce ou de Marsile Ficin : celui de Londres échappe à l'identification avec une référence textuelle spécifique. L'histoire est liée à la mort de Procris, racontée dans les Métamorphoses d'Ovide, dans un conte tragique et moralisant dans lequel la nymphe est tuée par erreur par son époux Céphale, prince d'Athènes, à qui elle avait donné une lance magique pour la chasse avec laquelle il n'avait jamais manqué sa cible. Dans le tableau de Piero, la lance est absente et le chien brun avec la tête penchée en signe de deuil ne devrait pas être là, car Lelapo, un chien que Procris avait donné à son mari, avait été pétrifié dans un épisode précédent, également raconté par Ovide. De plus, dans le conte d'Ovide, ce n'est pas un satyre qui découvre la nymphe, mais c'est Céphale lui-même. Un satyre a un rôle important dans une pièce de 1468 de Niccolò da Correggio qui traite d'un thème similaire, mais il n'est pas un personnage compatissant, mais intrusif. Donc, dans ce cas, Piero n'illustre pas un mythe ancien spécifique ou une variante contemporaine connue de celui-ci, mais il libère son imagination pour réinterpréter une histoire à la lumière de ses fantasmes séculiers habituels, la transformant en une invention très personnelle.

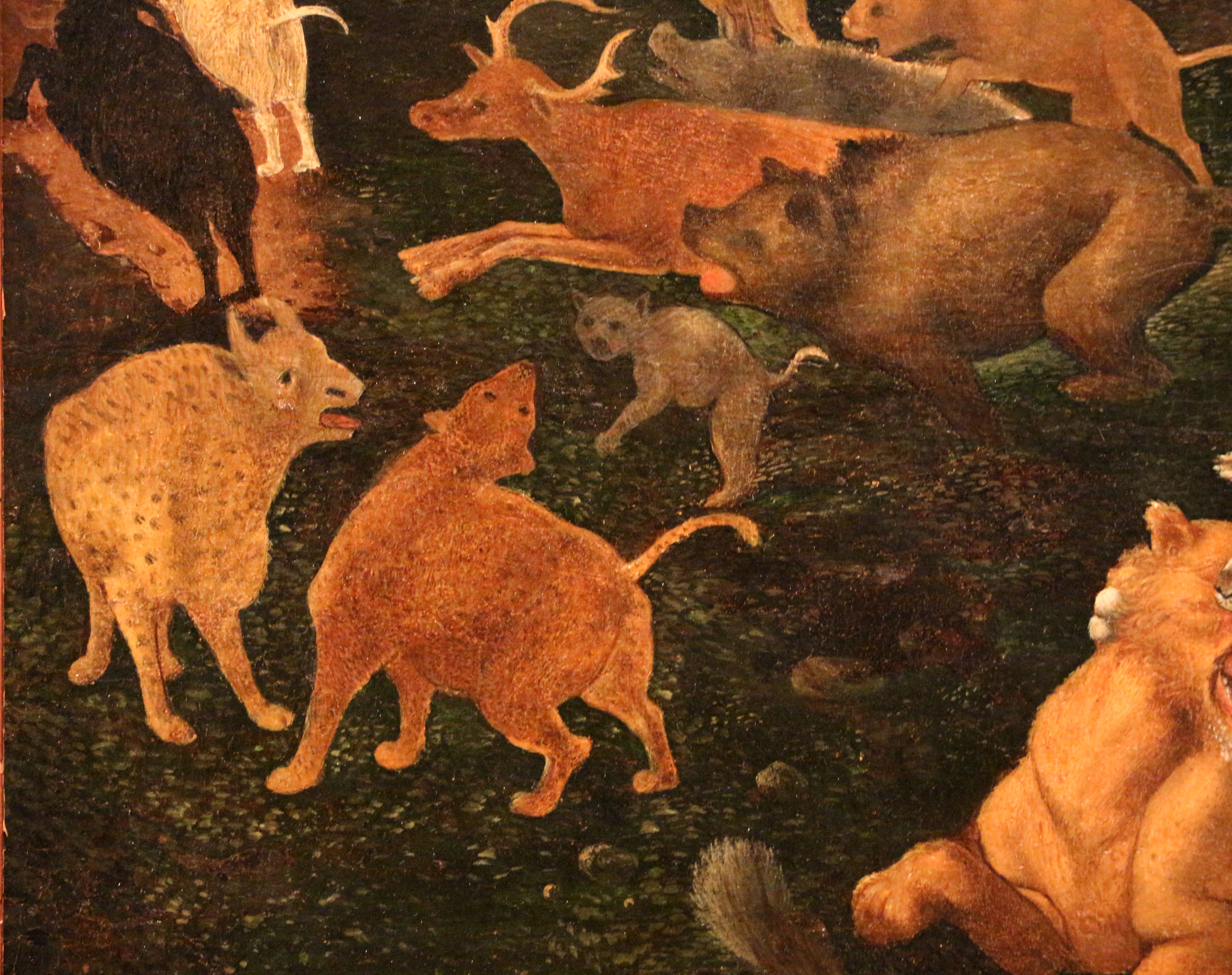
Piero di Cosimo, Scène de chasse primitive, détail avec des animaux, 1494-1500 ca..

Depuis les travaux de Panofsky en 1937, on sait que ses panneaux les plus « primitifs » (Scènes de chasse, Paysage aux animaux) s'appuient sur une tradition très précise de l'évolution humaine, sur Lucrèce, Pline, Vitruve... L'image est fantastique parce que Piero di Cosimo, loin d'idéaliser la vie primitive, l'actualise : il cherche à la rendre vraisemblable en s'appuyant sur les théories les plus scientifique de son temps. Mais ce faisant, il présente comme actuels des hommes qui ne sont, après tout, que des salvatici, des sauvages, se dégageant lentement de l'humanité brute. L'ambivalence de ces images est certaine. La culture la plus moderne est mise au service d'un art qui présente l'image la plus vraisemblable de l'homme « archaïque » : comme si, de l'un à l'autre, la distance était moins grande que le raffinement social ne donnerait à penser. L'œuvre de Piero di Cosimo est une vaste interrogation sur les apparences ; non pas celles de la nature dont il est un observateur « à la flamande », mais des apparences sociales et cultivées.

## Œuvres

### Années d'apprentissage 1480-1490
- Portrait de Simonetta Vespucci, huile sur bois, 57 × 42 cm, v. 1480, Chantilly, musée Condé
- Vierge à l'Enfant, avec les saints Jean-Baptiste et Thomas, 1480, huile sur toile, 202 × 165 cm, Borgo San Lorenzo, Florence, chiesa del Crocifisso
- Saint Jean-Baptiste jeune, 1480, tempera sur bois, 28 × 23 cm, New York, MET
- Vierge à l'Enfant avec saint Lazare et saint Sébastien, v. 1480, tempera sur bois, 165 × 123 cm, Montevottolini, Pistoia, pieve dei SS. Michele e Lorenzo
- Retable de la Sainte Conversation, commandée par Francesco del Pugliese, v. 1481–85, tempera et huile sur bois, Saint-Louis, Missouri[14]
  - Vierge à l'Enfant avec les saints Pierre, Jean-Baptiste, Nicolas et Dominique, 168,3 × 112,1 cm
  - prédelle en trois scènes, tempera sur bois, 23,5 × 38,5 cm : 
    - Bruciamento dei libri degli Albigesi
    - San Giovannino e Gesù Bambino
    - San Nicola abbatte gli idoli
- Double portrait de Giuliano da Sangallo et de Francesco Giamberti, 1482-1485, huile sur toile, 47,5 × 33,5 cm, Rijksmuseum, Amsterdam.

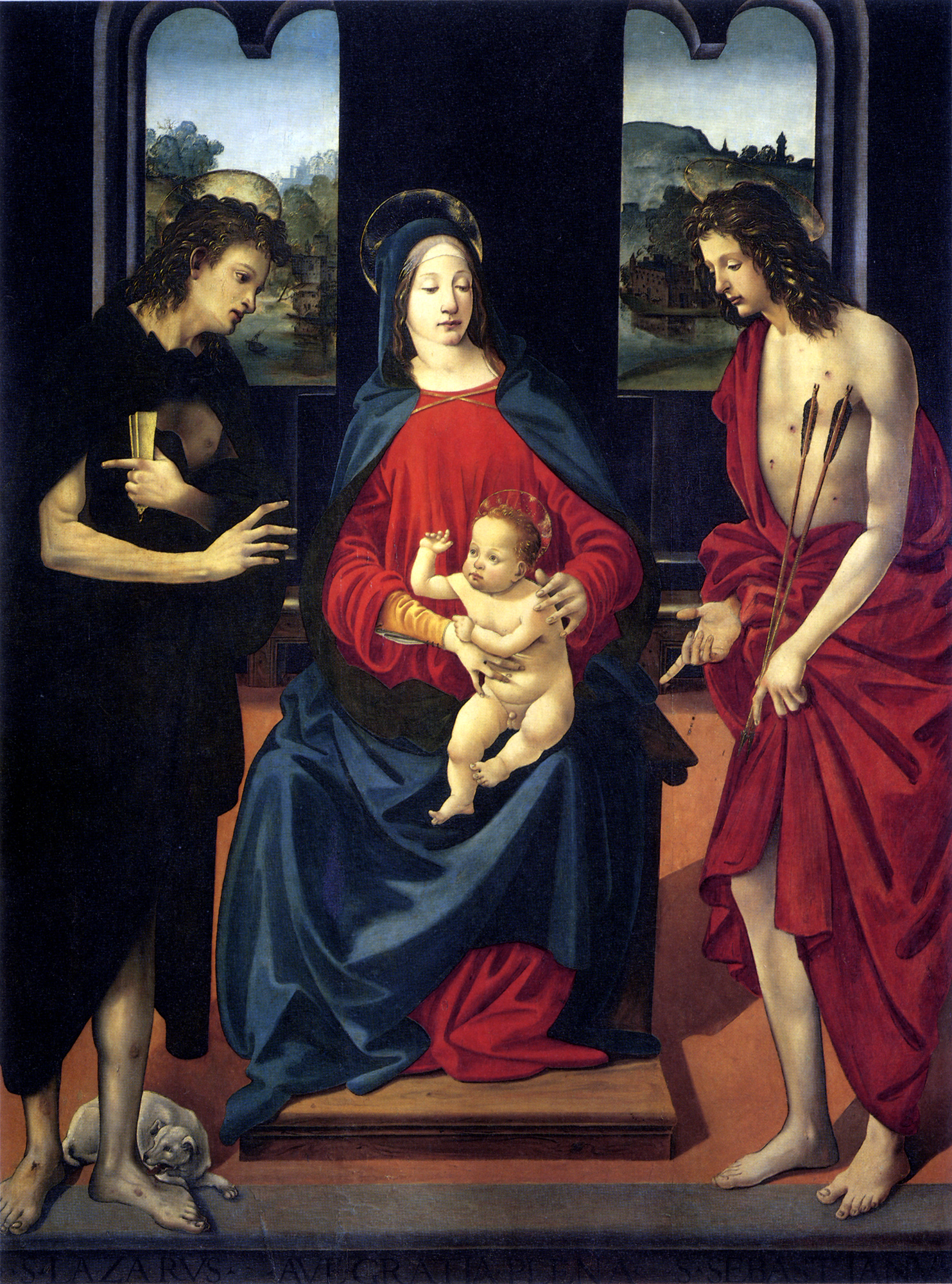
Sainte Conversation, v. 1480. Villa Medicea di Montevettolini.
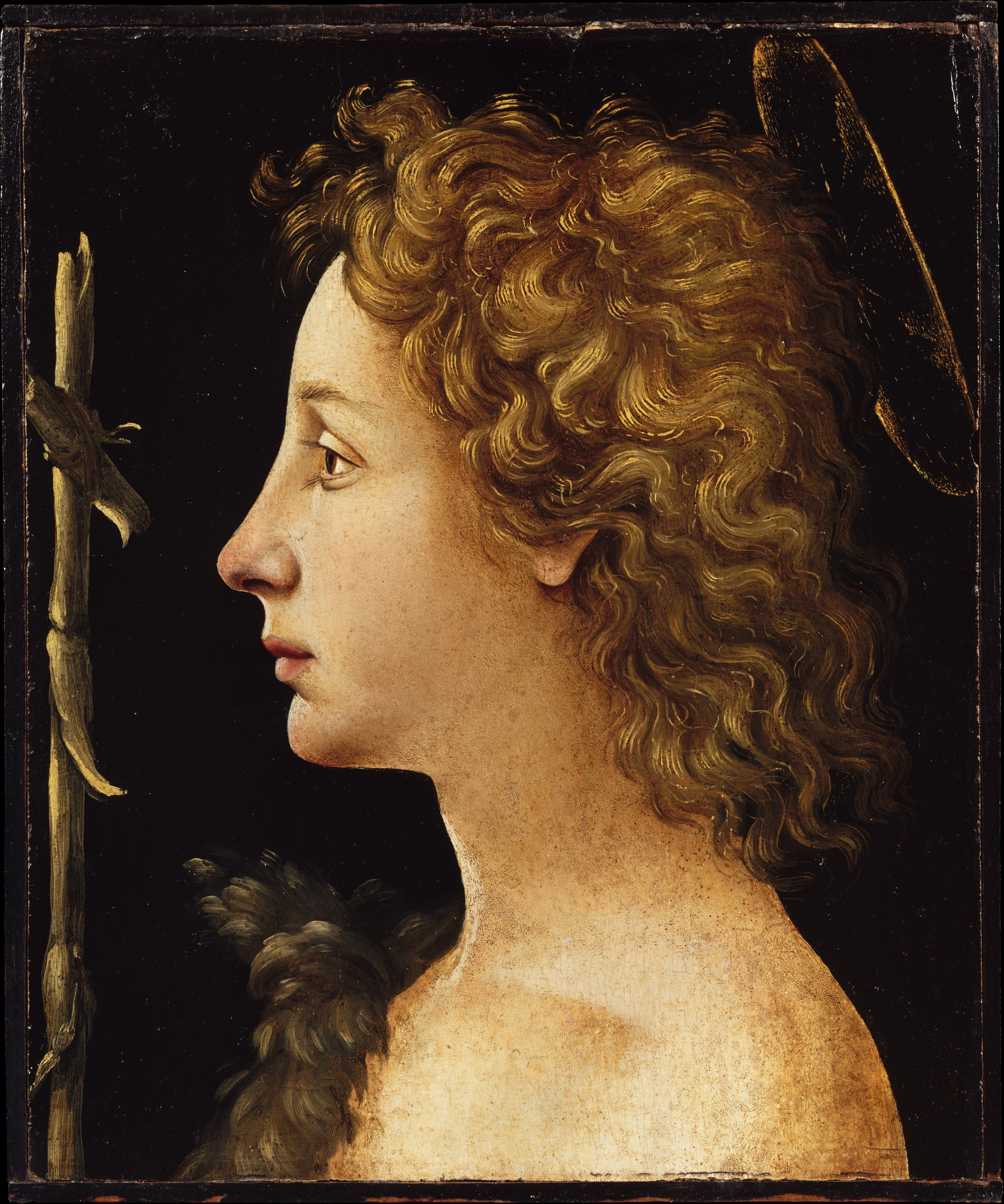
Saint Jean-Baptiste jeune, 1480. Metropolitan, New York.
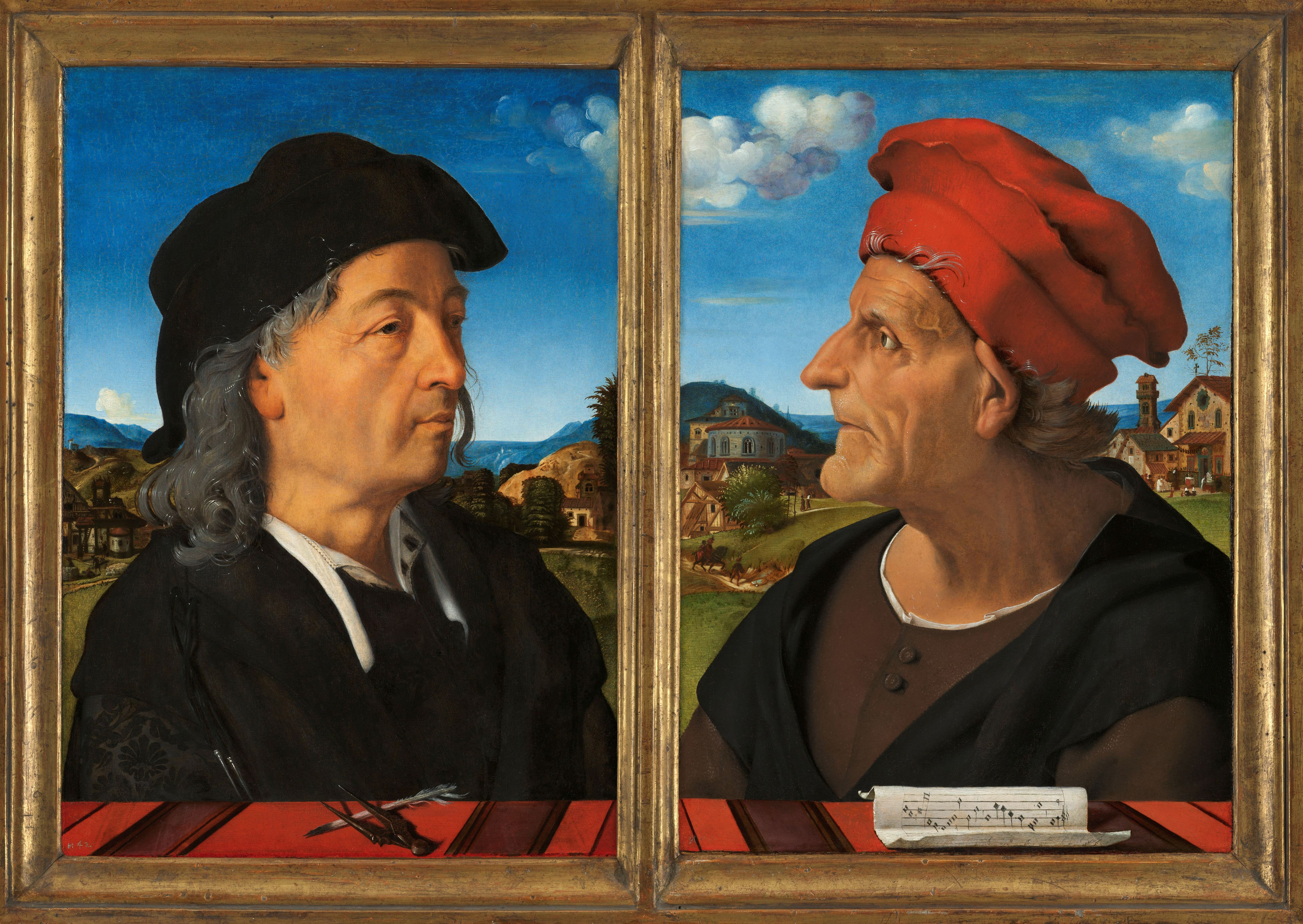
Double Portrait, 1482-1485. Rijksmuseum, Amsterdam.

### Années 1490-1500
- Vierge à l'Enfant, 1485-1490, huile sur bois, 83 × 65 cm, Stockholm, collection royale
- L'Incendie de forêt, dossier de tête de lit, huile sur bois, 1488-1507, 71 × 203 cm, Oxford, Ashmolean Museum
- Histoire de Vulcain (pendants)
  - La Chute de Vulcain, vers 1490, huile et tempera sur toile, 152,4 x 168,9 cm, Wadsworth Atheneum, Hartford[15], aussi connu sous le titre Hylas et les Nymphes[16]
  - Vulcain et Éole, vers 1490, huile sur toile, 155,6 × 166,4 cm, Ottawa, Musée des beaux-arts du Canada
- Vierge et l'Enfant à la colombe, 1490, huile sur bois, 87 × 58 cm87 × 58 cm, Paris, musée du Louvre
- Saint Jérôme en méditation, 1490, tondo, huile sur bois, diam. 74 cm, Florence, musée Horne
- Vierge à l'Enfant endormi[17], v. 1490, collection particulière
- Histoire de Silène (pendants)
  - La Découverte du miel, v. 1499, huile sur bois, 79,2 × 128,4 cm, Worcester Art Museum, Massachusetts[18]
  - Les Mésaventures de Silène, 1499, huile sur bois, 80.1 x 129.3 cm , Fogg Art Museum, Harvard University
- La Visitation avec saint Nicolas et saint Antoine abbé, 1480-1490, huile sur bois, 184 × 189 cm, v.1490 Washington, National Gallery of Art
- Vierge à l'Enfant avec saint Onofrio et saint Augustin, 1485-1495, tempera sur bois, 205 × 175 cm, ancienne collection Rennaz, vendu Sotheby's New York le 28 janv. 2010[19]
- Adoration de l'Enfant, 1490-1500, tondo, huile sur bois, diam. 160 cm, musée d'art de Toledo
- Conversation sacrée Del Pugliese ou Sainte Conversation, commandée pour l'autel de la famille Pugliese, 1493, panneau 203 × 197 cm, Spedale degli Innocenti, Florence.
- Sainte Marie Madeleine lisant, 1490-1495, tempera sur bois, 72 × 53 cm, Rome, Galerie nationale d'art ancien (Rome).

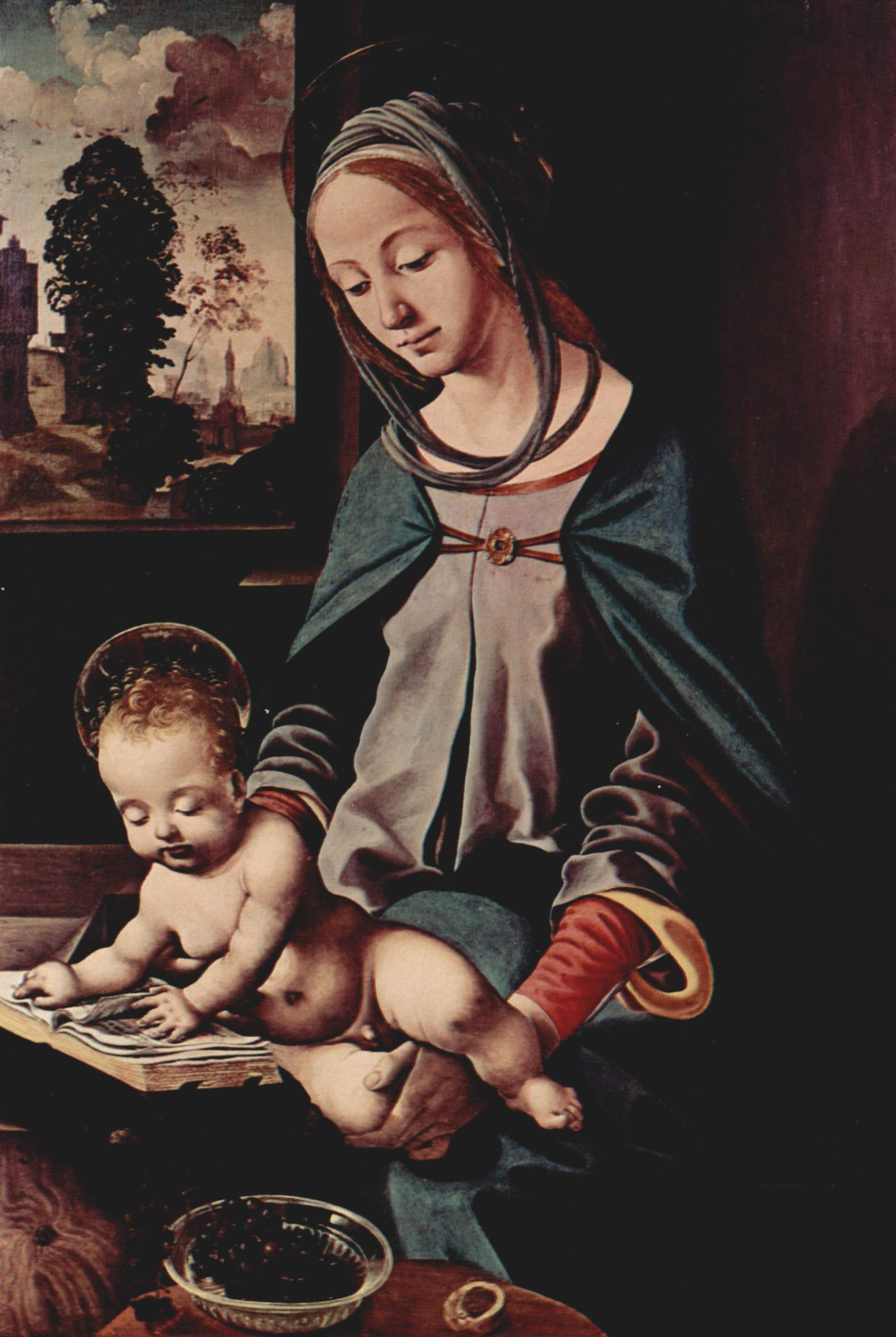
Madone, 1485-1490. Collection royale, Stockholm.
Madone à la colombe, 1490. Musée du Louvre.
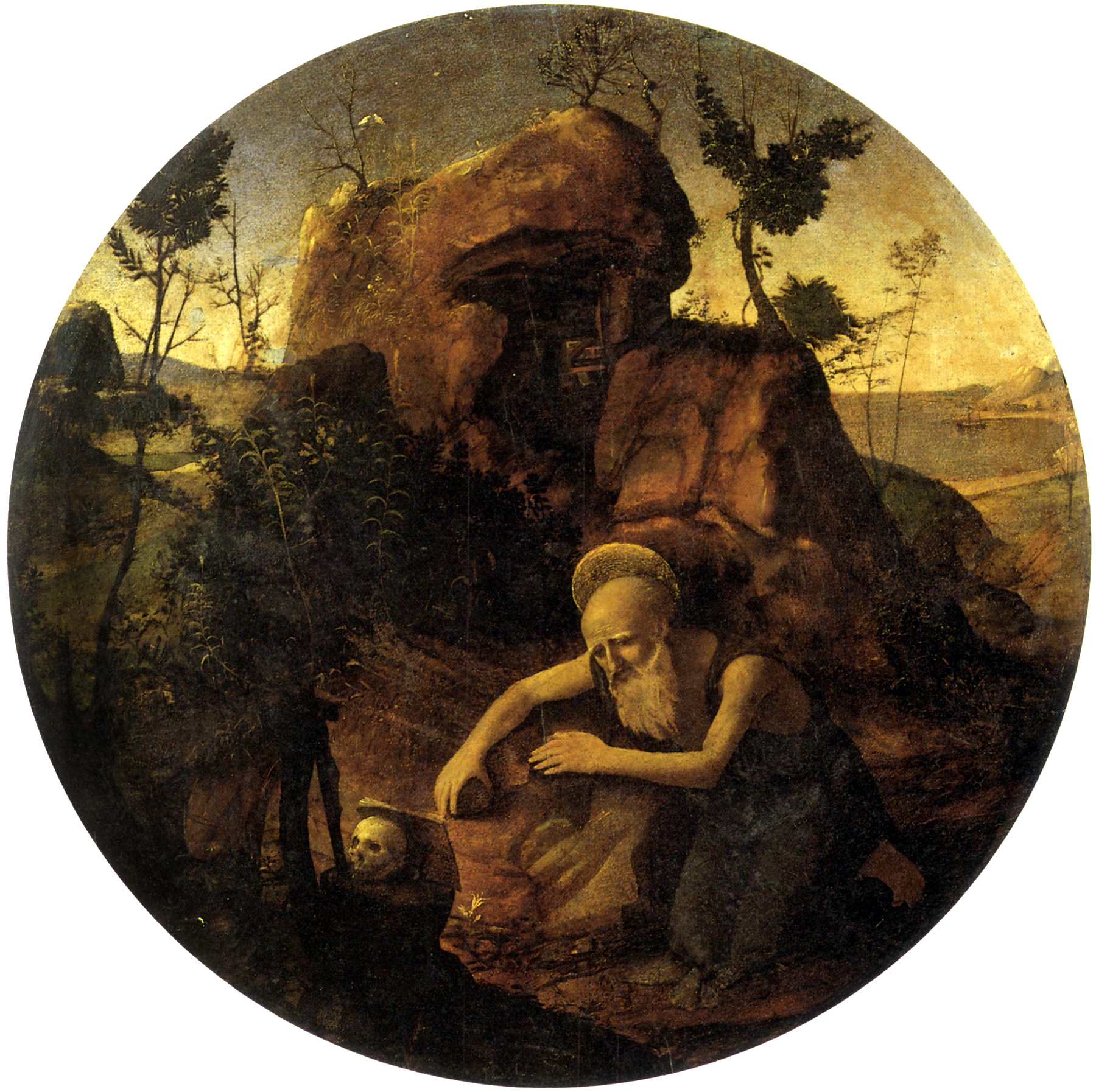
Saint Jérôme, 1490. Musée Horne.
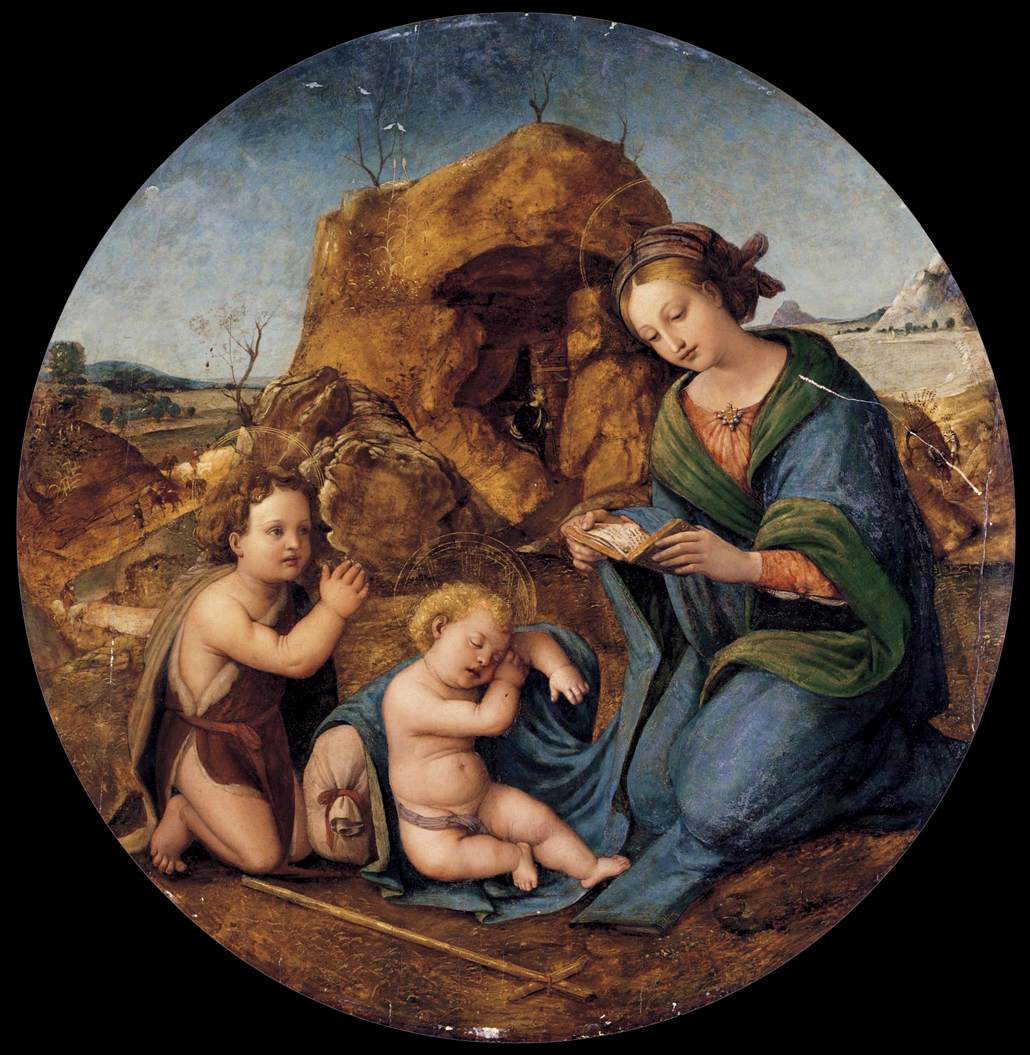
Vierge à l'Enfant endormi, 1490. Collection particulière.
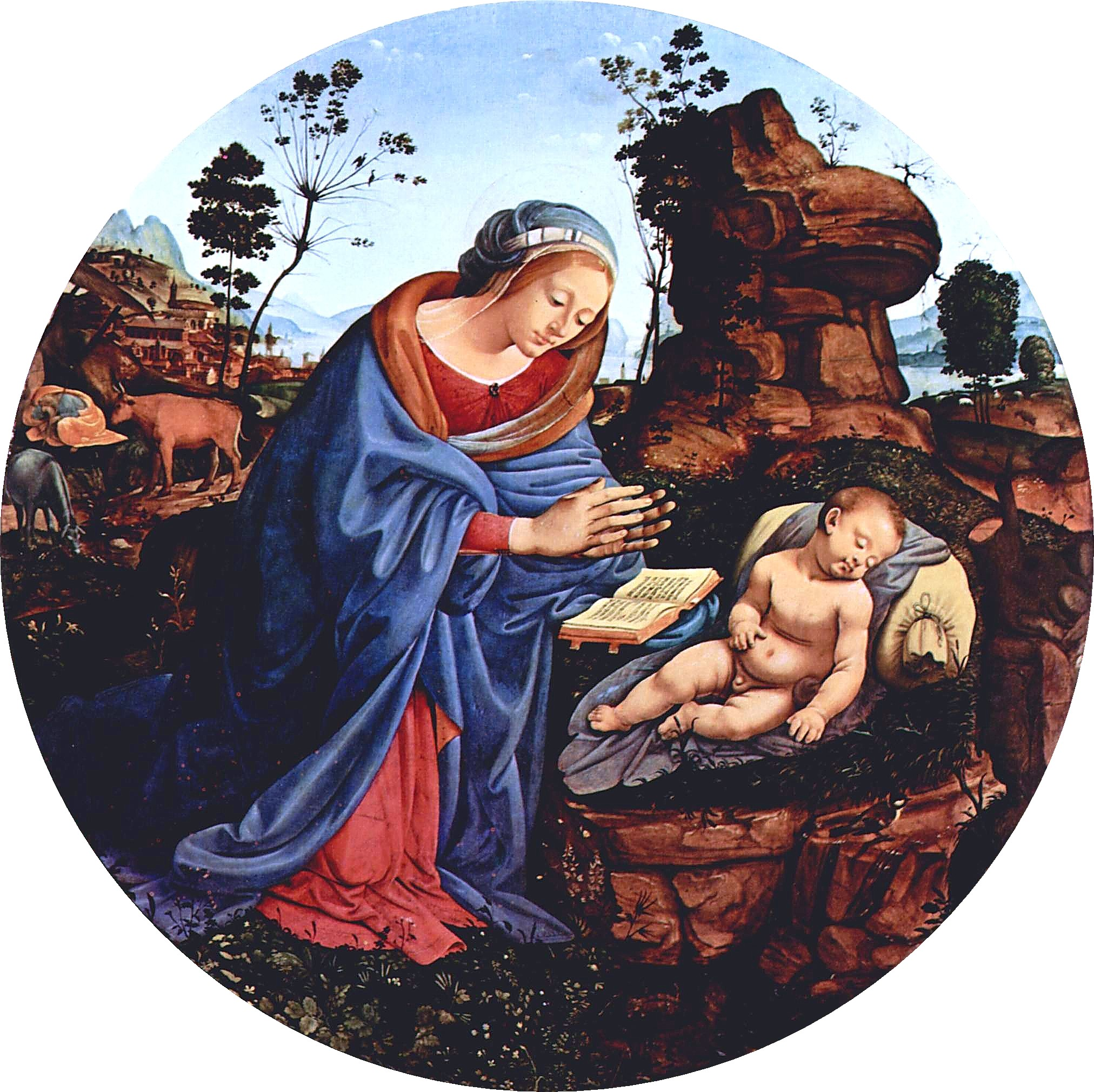
Madone, 1490. Musée d'art de Toledo.
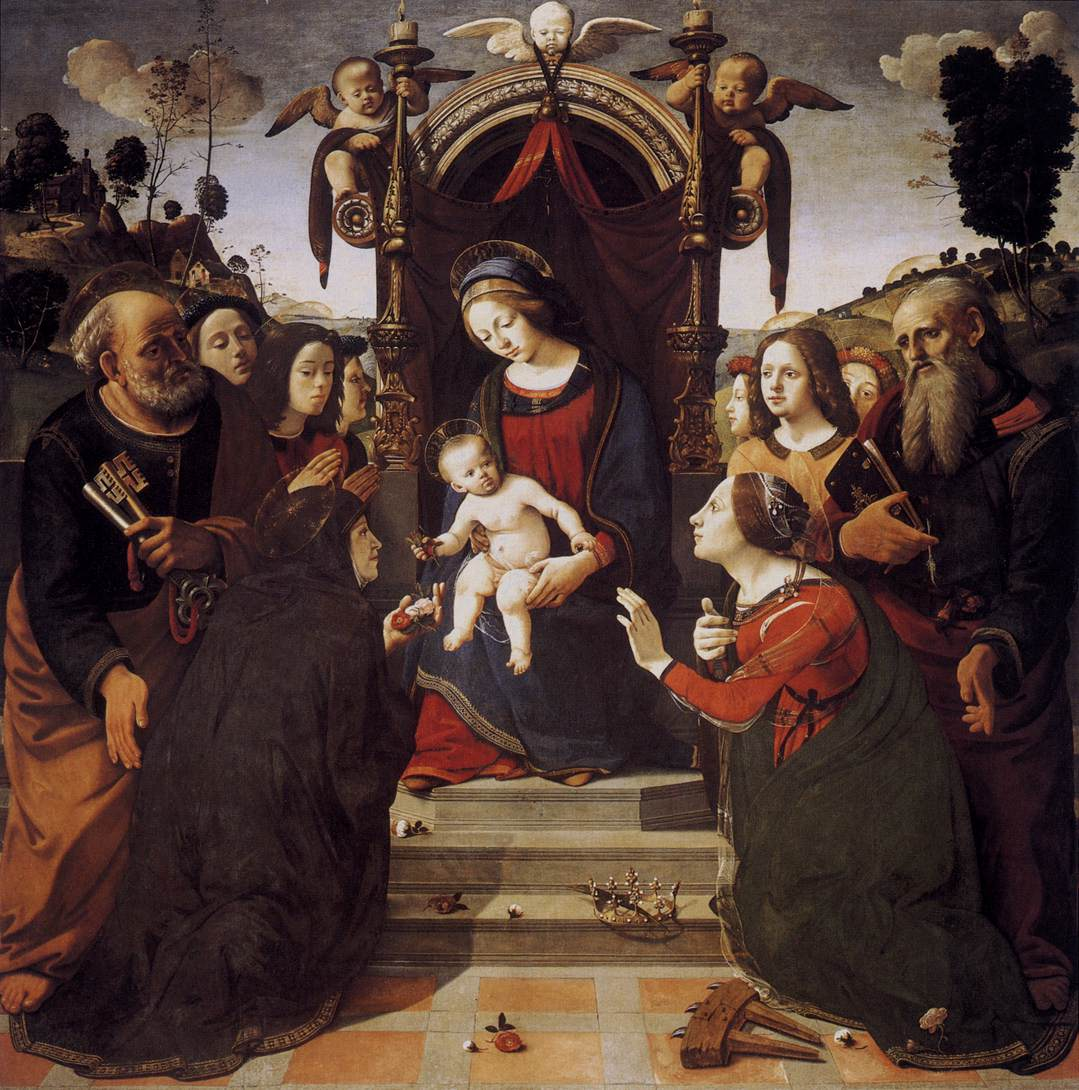
Sainte Conversation, 1493. Spedale degli Innocenti Florence.
Incendie de forêt, 1488-1507. Ashmolean Museum, Oxford.
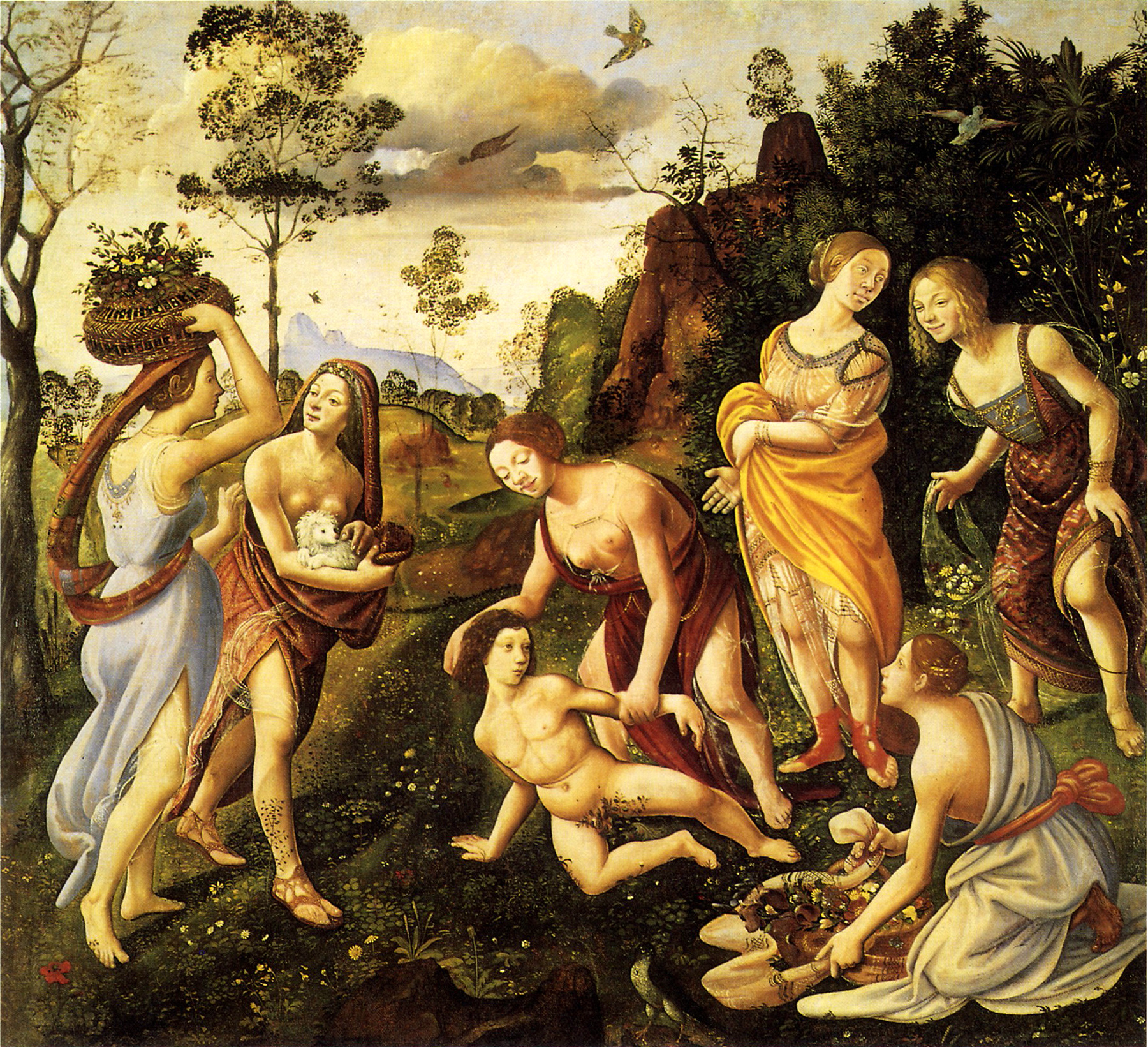
La Chute de Vulcain, vers 1490. Wadsworth Atheneum.
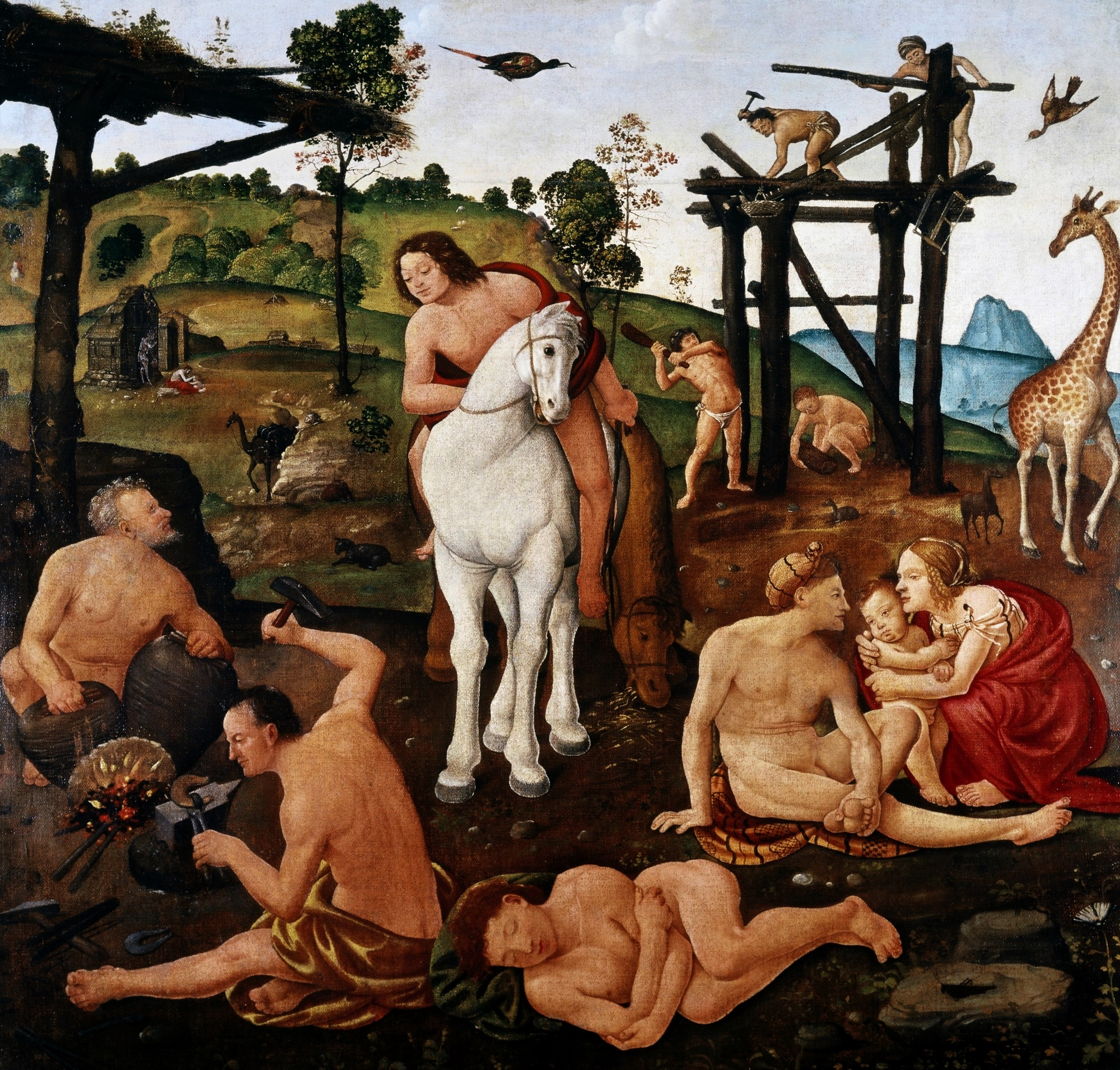
Vulcain et Éole, vers 1490. Musée des beaux-arts d'Ottawa.
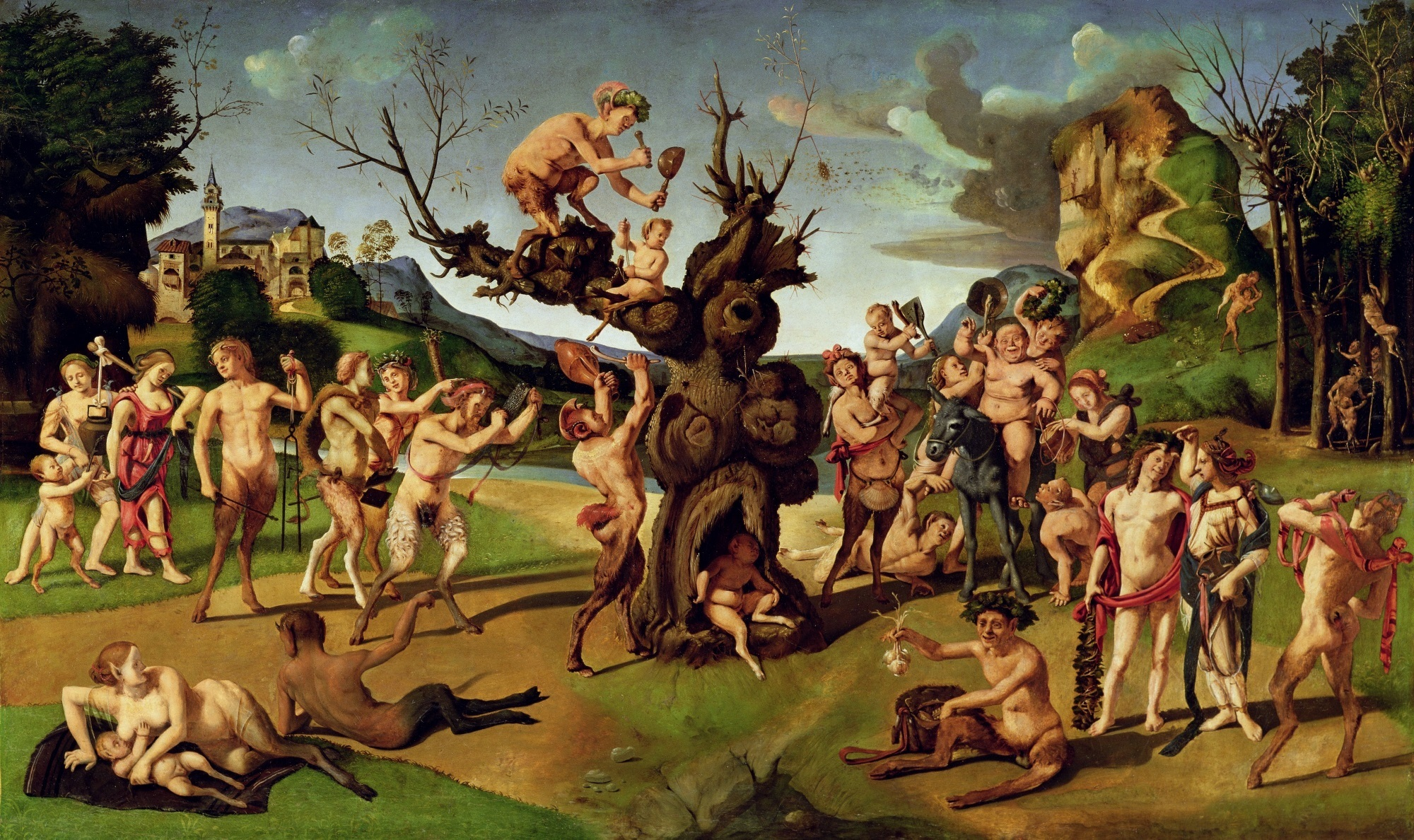
La Découverte du miel, vers 1499. Worcester Art Museum.

### Maturité. Années 1500-1510
- Saint Jean évangéliste, 1500, huile sur bois, 83 × 59 cm, Honolulu, Academy of Fine Arts
- Allégorie, vers 1500, huile sur bois, 56 × 45 cm, Washington, National Gallery of Art
- Adoration de l'Enfant, 1500, tondo, 146 cm, musée des beaux-arts, Budapest
- Nativité avec saint Jean-Baptiste, 1500, huile sur bois, tondo, diam. 146 cm, National Gallery (Washington)
- Tritons et Néréïdes, 1500, huile sur bois, 37 × 158 cm, collection privée
- Portrait d'un jeune homme, 1500, huile sur bois, 83 × 59 cm, Dulwich Picture Gallery
- Vierge à l'enfant et saint Jean-Baptiste[20], v. 1500, Attribué à, Tempera sur bois, tondo, 80 cm, musée San Carlos, Mexico[21]
- Vierge à l'enfant et saint Jean-Baptiste[22], v. 1500, Huile sur bois, Tondo 87,50 cm, National Gallery of Scotland
- La Vierge à l'Enfant avec le jeune saint Jean[23], v. 1500, huile sur toile, tondo, diam. 93 cm, Strasbourg, musée des beaux-arts
- La Mort de Procris, v. 1500, huile sur bois, 65 × 183 cm, Londres, National Gallery
- La Mésaventure du Silène, 1500, huile sur bois, 76,2 × 126,5 cm, Fogg Art Museum[24], Cambridge, Massachusetts
- Adoration de l'Enfant avec saint Jean-Baptiste et anges musiciens[25], v. 1500, huile sur bois, tondo, diam. 144 cm, Saint-Pétersbourg, Musée de l'Ermitage
- Vierge à l'enfant avec saint-Jean Baptiste et un ange, 1500-1510, Musée d'art, Sao Paulo
- Vierge à l'Enfant avec deux anges[26], 1500-1510, 78 cm, huile et détrempe sur bois, tondo, diam. 78 cm, collection Thyssen, Madrid
- L'Incarnation du Christ, avec Catherine, Marguerite, Jean l'Évangéliste, Pierre, Filippo Benizzi et Antonino[27], v.1505, huile sur bois, 206 × 172 cm, Florence, Musée des Offices
- Adoration de l'Enfant avec saint Jean-Baptiste et anges musiciens, 1505, tempera sur bois, tondo, diam. 140 cm, Rome, Galerie Borghese
- Vénus, Mars et Cupidon[28], 1505, huile sur bois, 72 × 182 cm (probablement un panneau de cassone par les dimensions et le thème), Berlin, Gemäldegalerie
- Vierge à l'Enfant avec deux anges, 1504-1507, huile sur bois, 116 × 85 cm, collection Cini, Venise
- La chasse primitive (pendants)
  - Scène de chasse , 1507, dossier de lit, huile sur bois, 71 × 168 cm, New York, MET
  - Retour de la chasse, 1507, dossier, huile sur bois, 71 × 169 cm, New York, ME

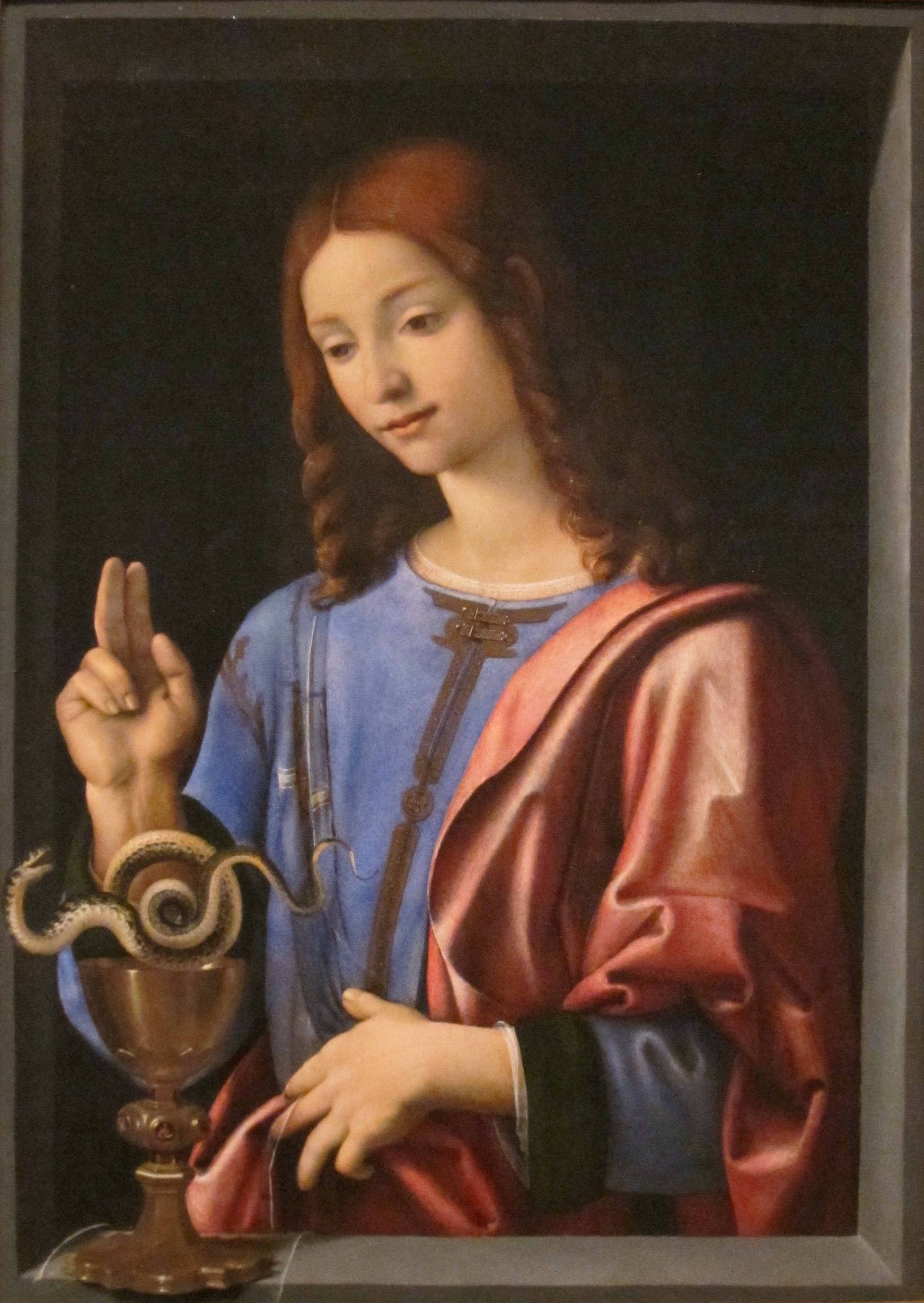
St Jean l'Evangéliste, 1500. Beaux-arts d'Honolulu.
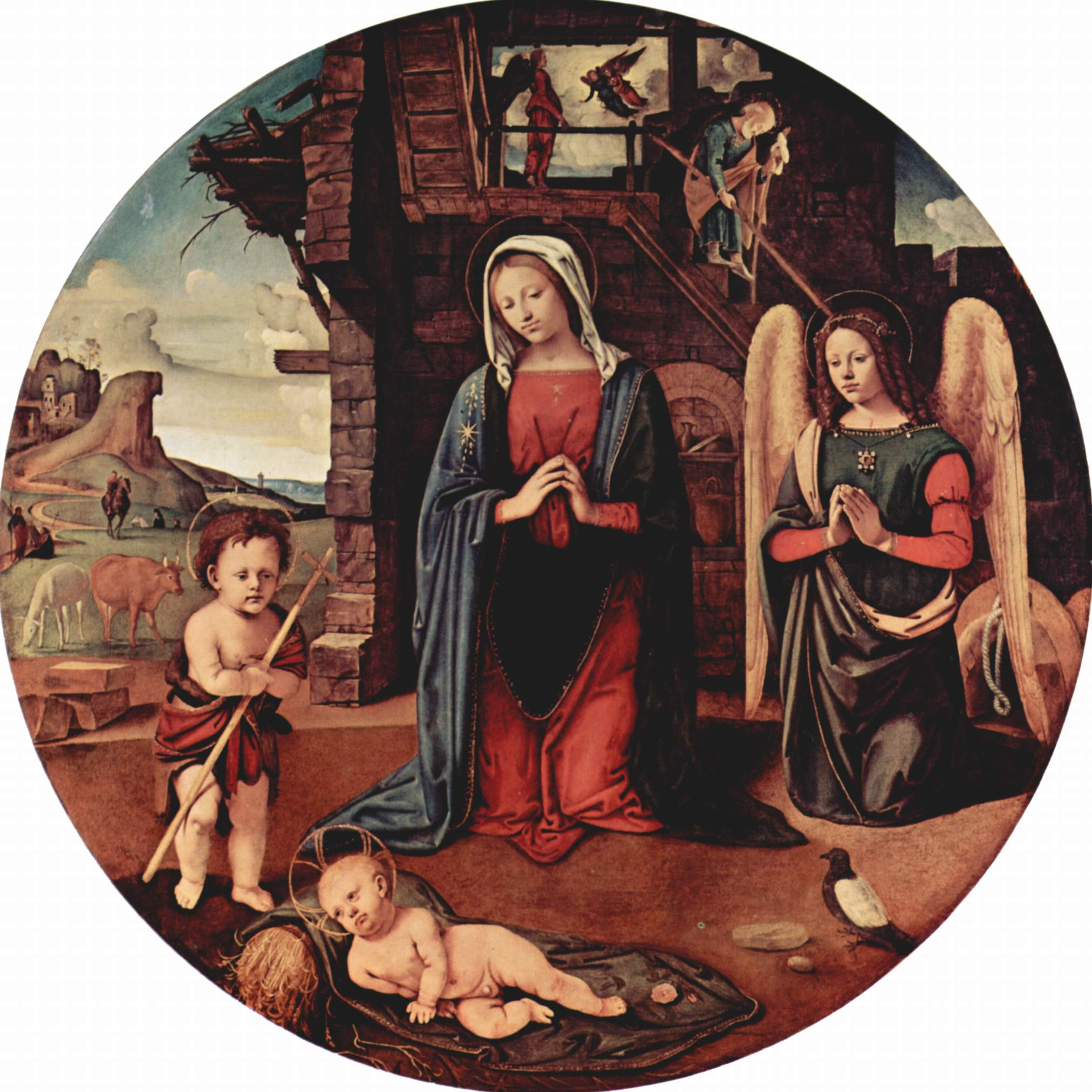
Adoration, 1500. Musée des Beaux-Arts de Budapest.
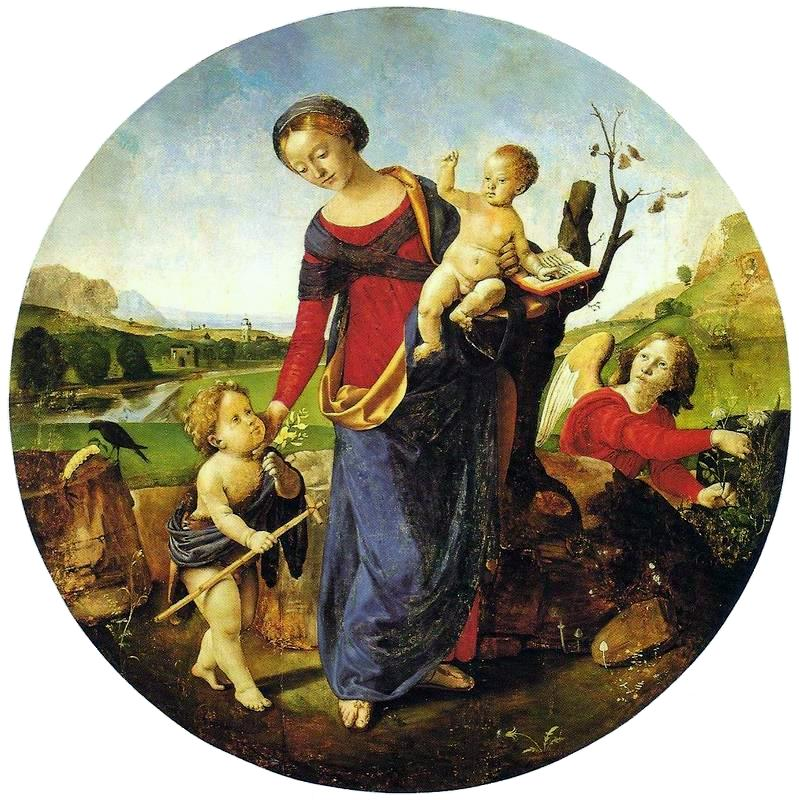
Madone, 1500. Musée d'Art de São Paulo.
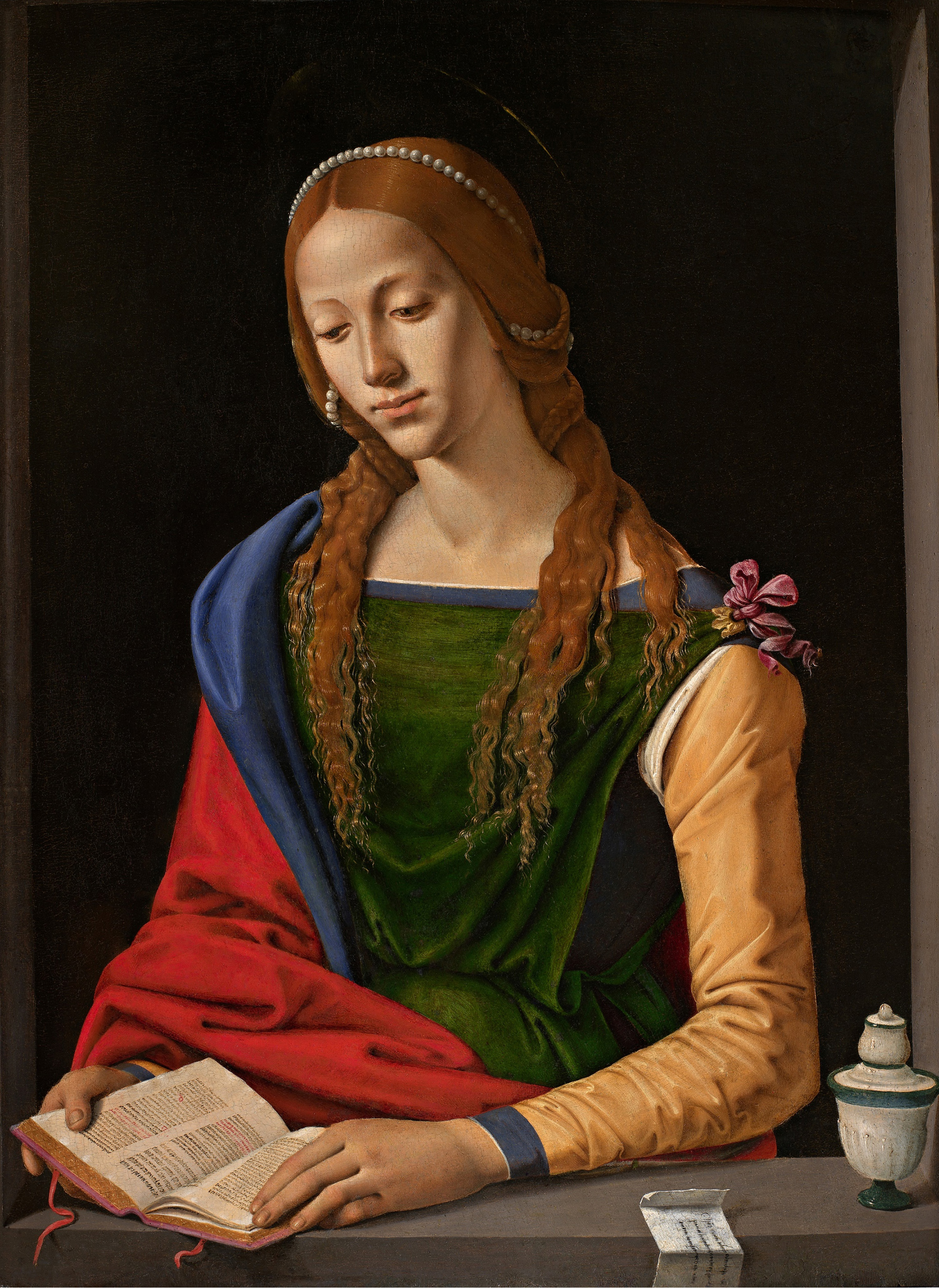
Madeleine, 1501. Palazzo Barberini Rome.
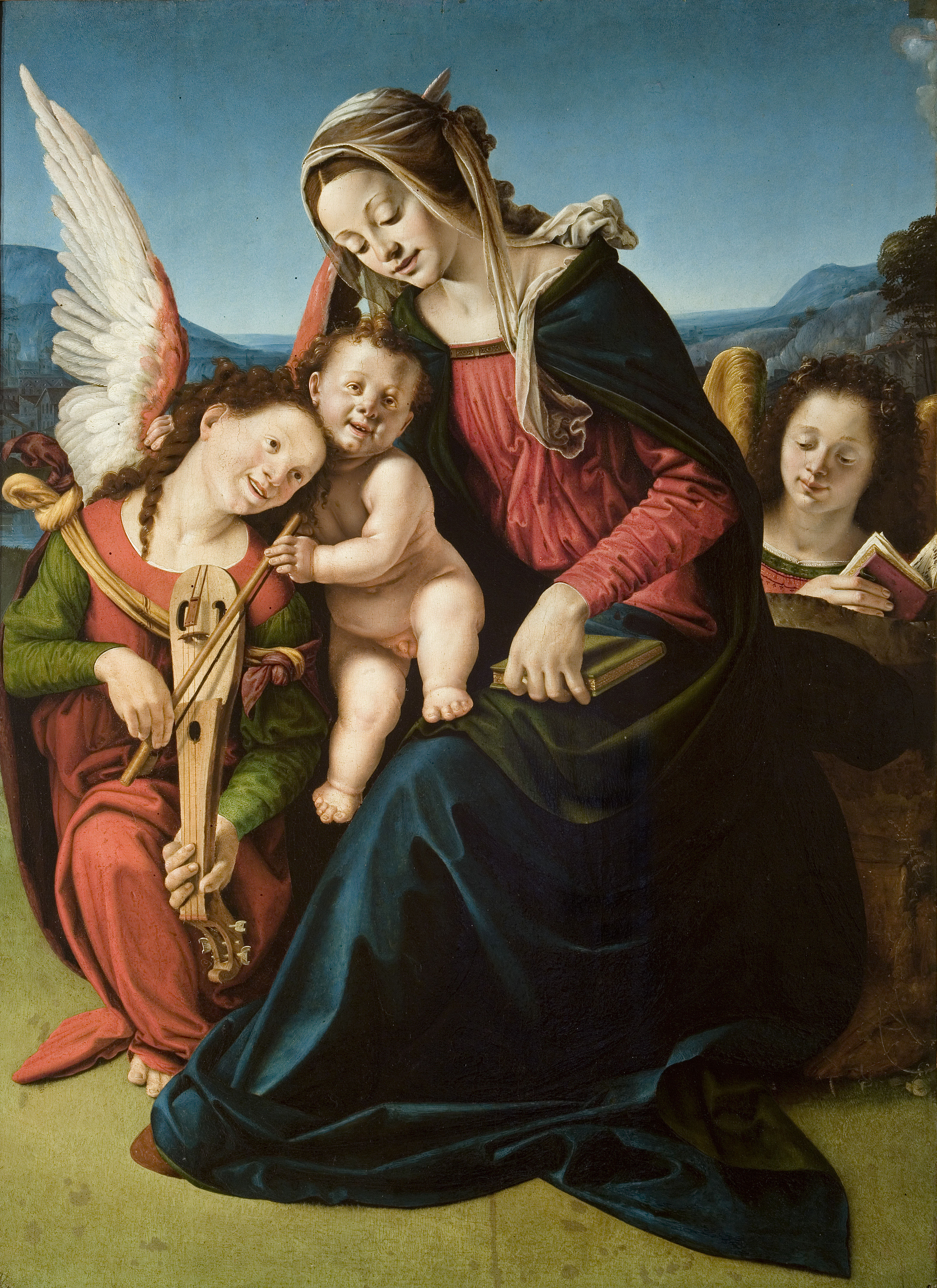
Vierge à l'Enfant avec deux anges, 1504-1507. Fondation Cini.
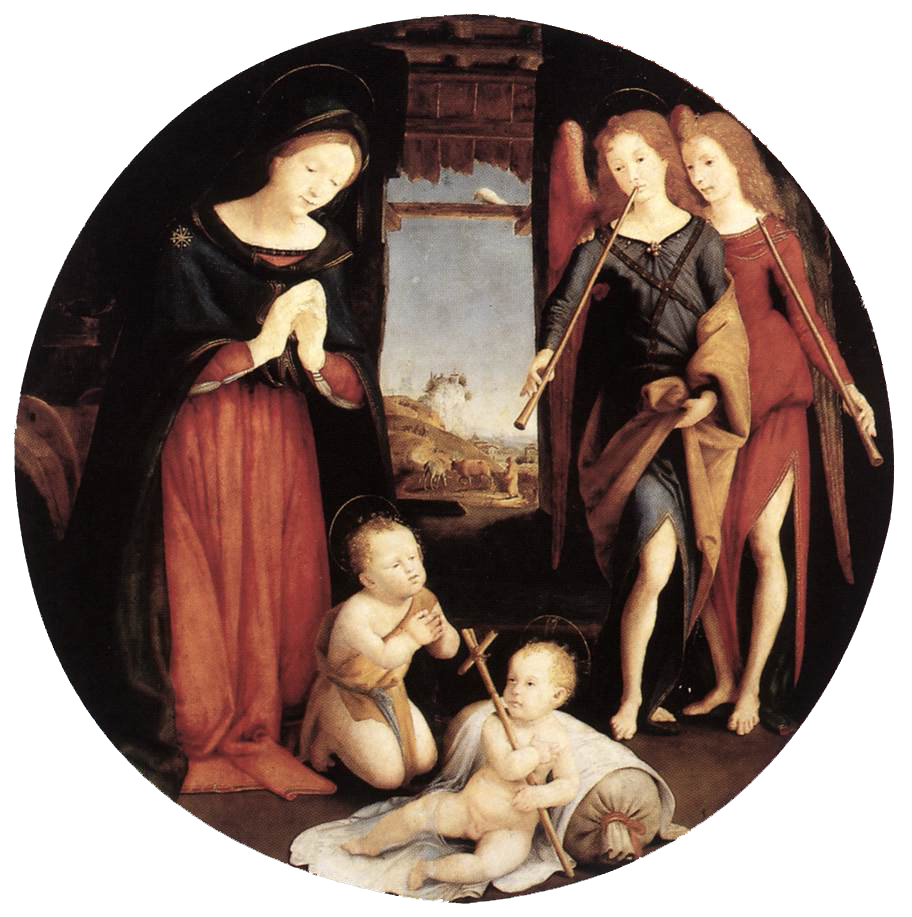
Adoration, 1505. Galerie Borghèse.
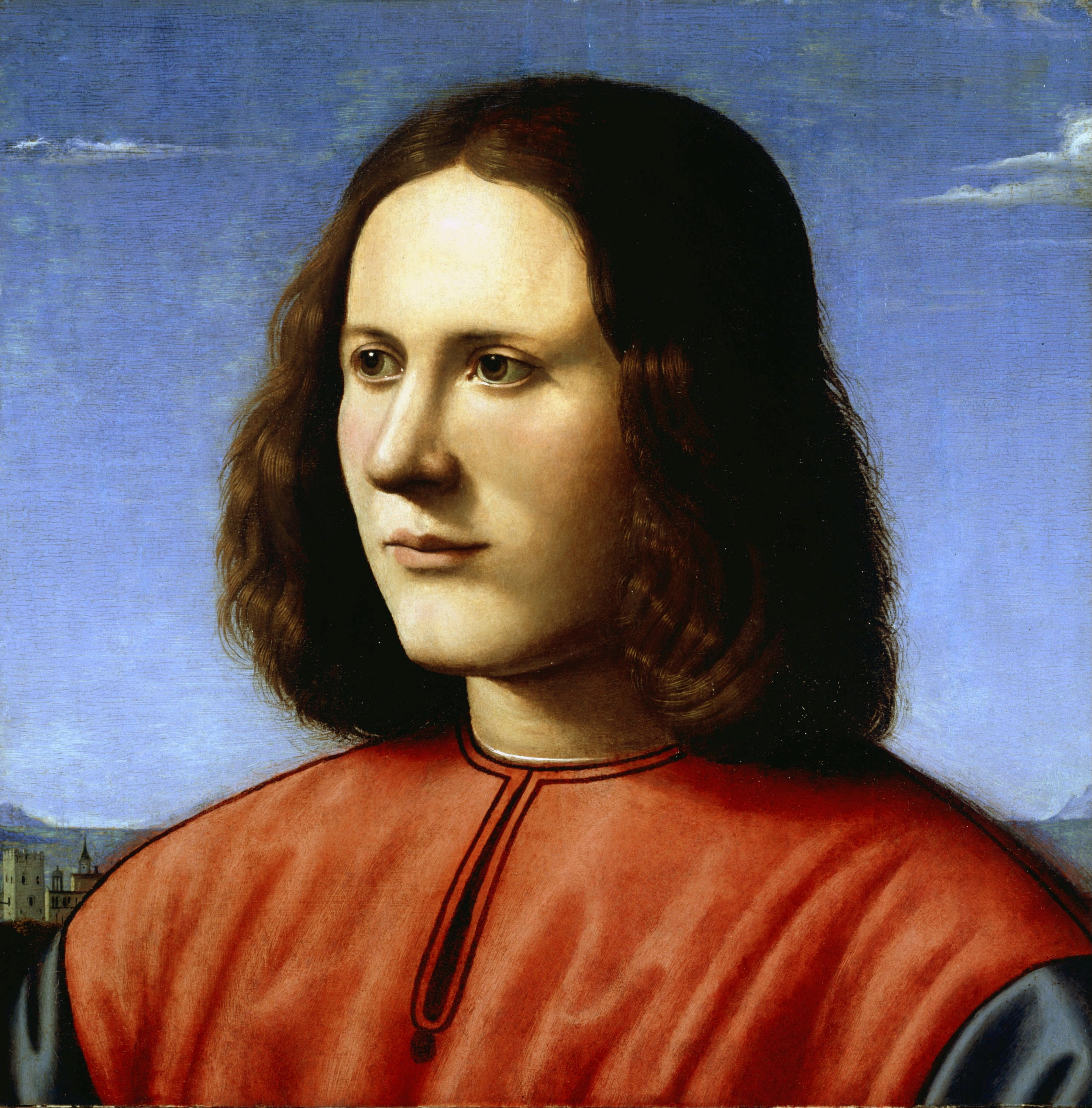
Portrait d'un jeune homme, 1500. Dulwich Picture Gallery.
Allégorie, vers 1500. National Gallery Washington.
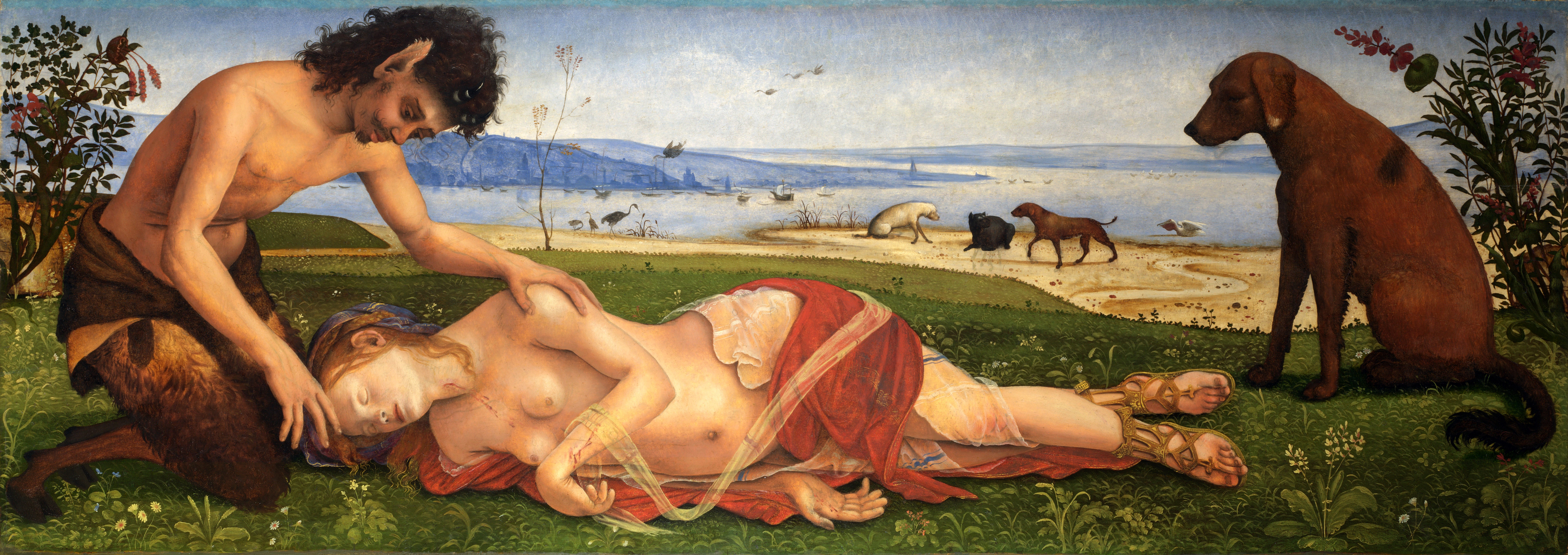
La Mort de Procris, v. 1500. National Gallery Londres.
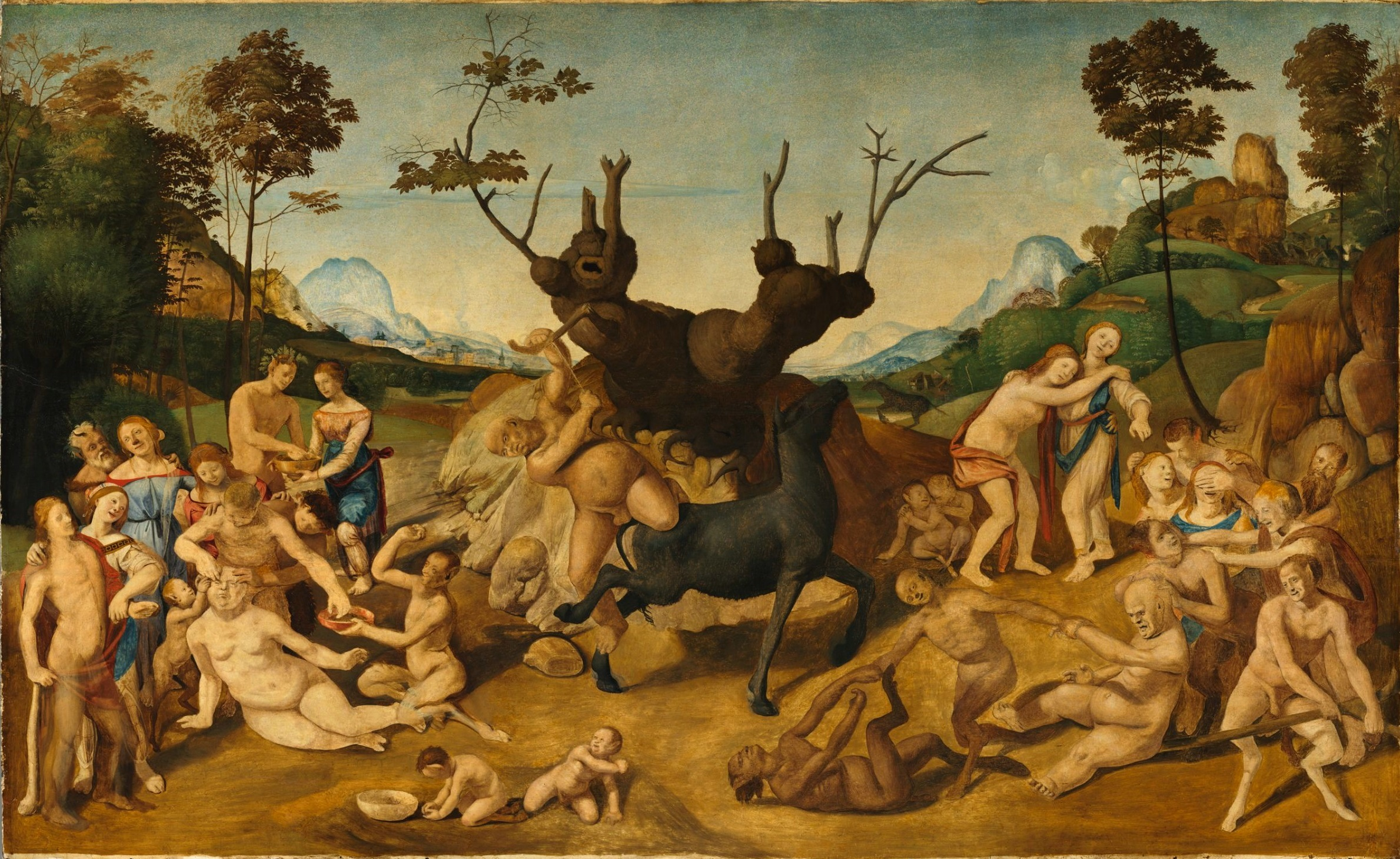
Les Mésaventures de Silène, 1500. Fogg Art Museum.
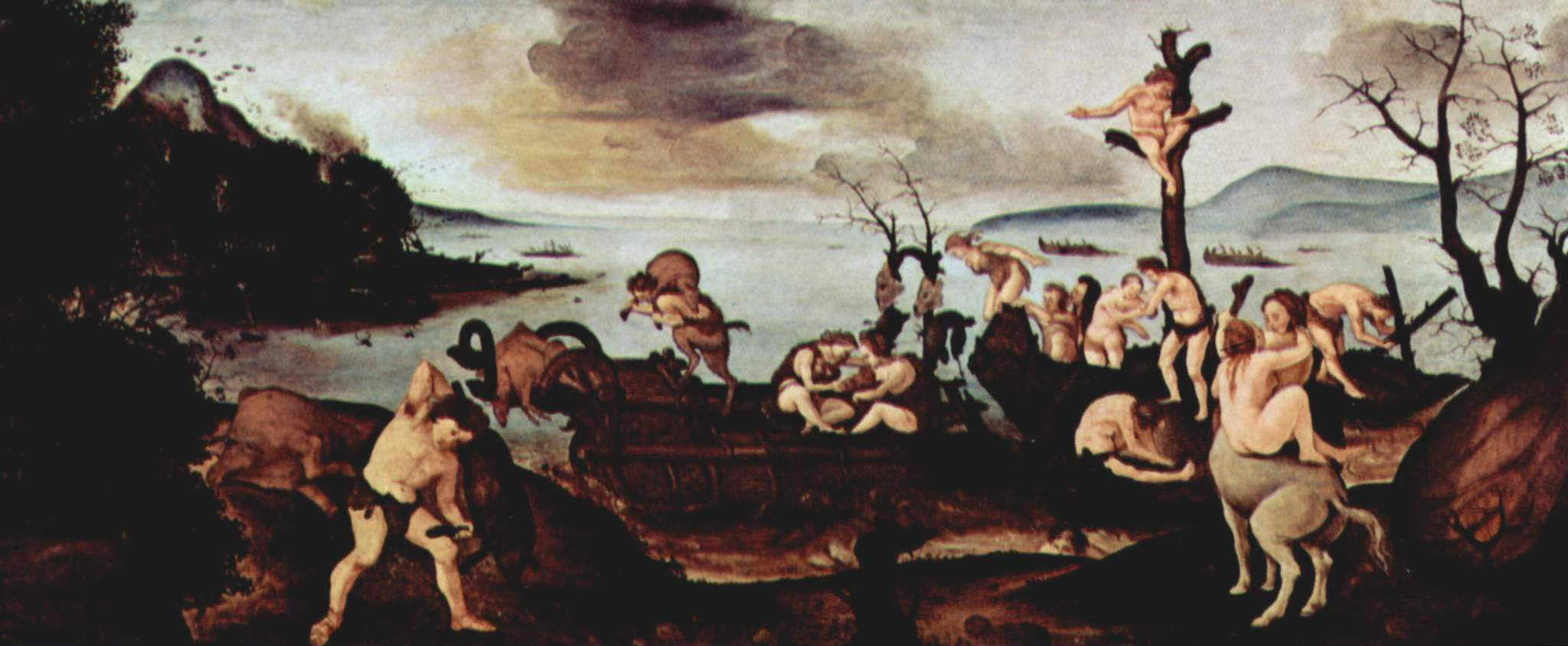
Retour de la chasse, 1507. Metropolitan.
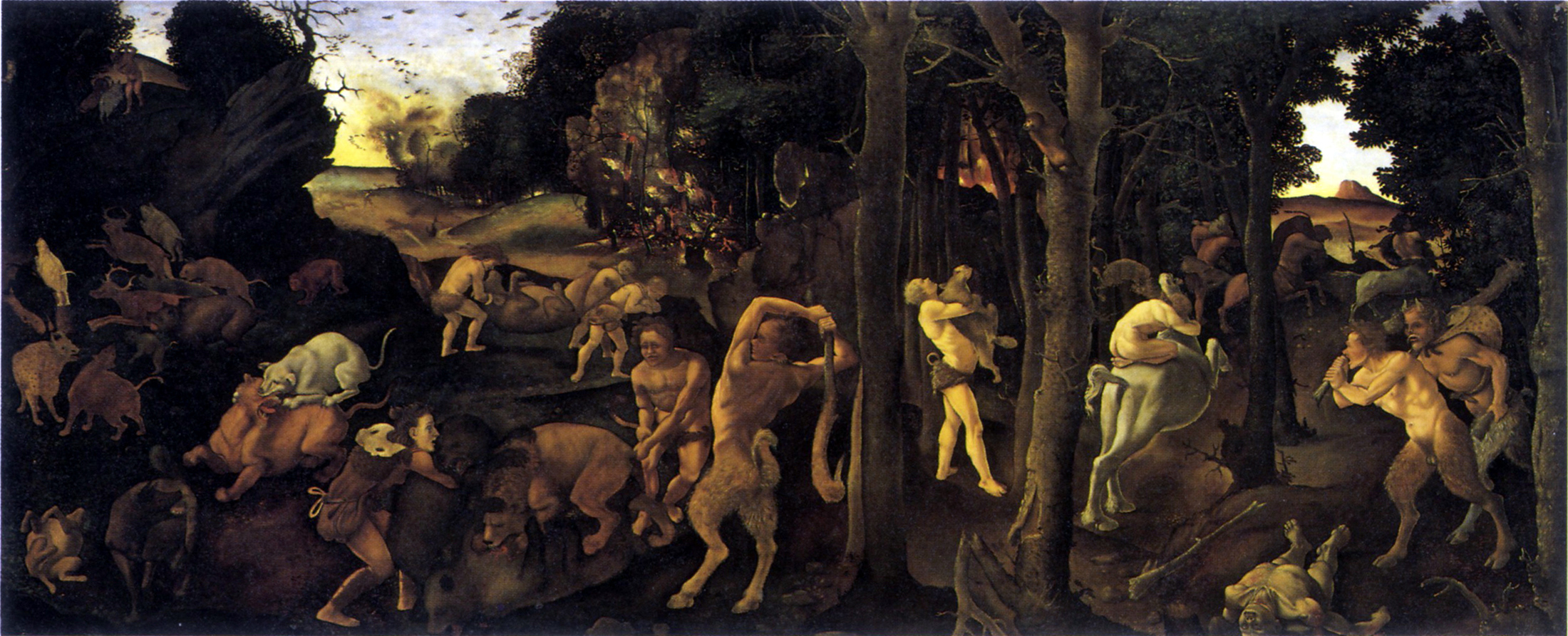
Chasse primitive, 1507. Metropolitan.

### Dix dernières années 1510-1520
- Adoration de l'Enfant, 1510, huile sur bois, tondo, diam. 115 cm, Florence, palais Martelli[29]
- L'Immaculée Conception avec les saints François, Jérôme, Bonnaventure, Bernard, Augustin et Thomas d'Aquin, 1510, huile sur bois, 184 × 178 cm, Fiesole, Couvent Saint-François
- Combat des Centaures et des Lapithes, 1500-1515, huile sur bois, 71 × 260 cm, Londres, National Gallery
- Persée délivrant Andromède, 1515, huile sur bois, 70 × 123 cm, Florence, musée des Offices
- Construction d'un édifice[30], v. 1514-1518, Tempera sur bois, 82,6 × 196,9 cm, Sarasota, Floride, Ringling Museum of Art
- Vierge à l'enfant avec saints et anges, 1520, Tondo, huile sur bois, Philbrook Museum of Art[31]
- La Sainte famille et Jean-Baptiste enfant[32], v. 1520, bois, 118,5 × 87 cm, Fondation Cini, Venise
- Histoire de Prométhée, v. 1520 (pendants) :
  - Le Mythe de Prométhée, huile sur toile, 68 × 120 cm, Munich, Alte Pinakothek
  - Le Mythe de Prométhée, huile sur toile, 64 × 116 cm, musée des beaux-arts de Strasbourg
- Sainte Famille avec saint Jean-Baptiste et anges[33], v. 1520, huile sur toile, tondo, diam. 152, Saint-Pétersbourg, musée de l'Ermitage
- Vierge à l'Enfant, avec saint Dominique et saint Jérôme[34], 1521, huile sur bois, 209 × 205,7 cm, New Haven, Connecticut, Yale University Art Gallery
- Deux anges[35], 1521 huile sur toile, 67 × 87 cm, musée des beaux-arts de Boston

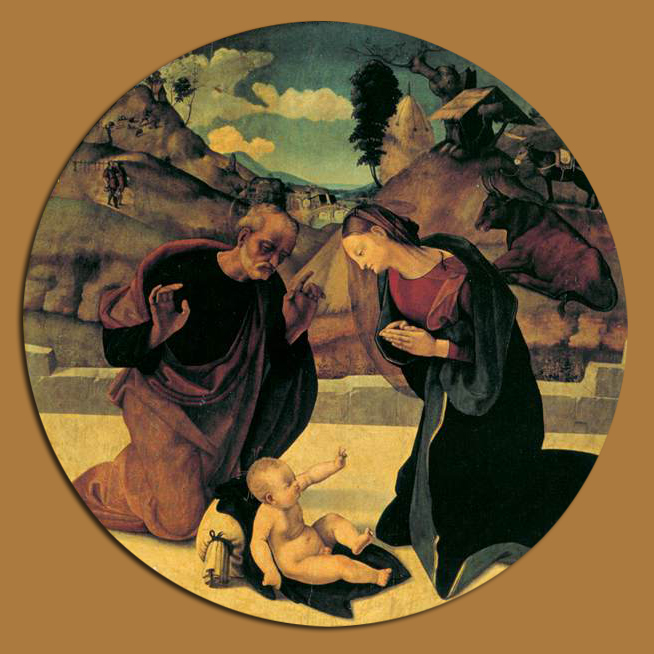
Adoration, 1510. Palazzo Martelli, Florence.
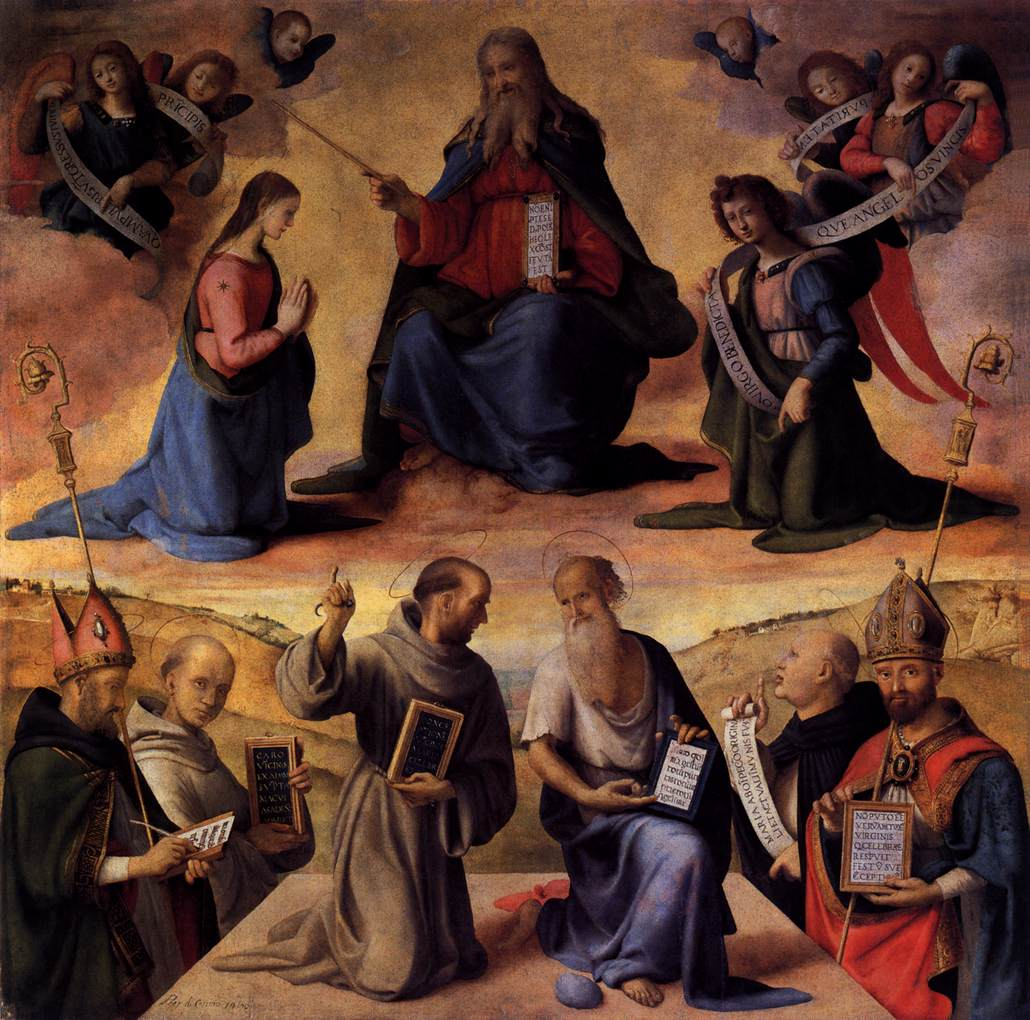
Immaculée Conception, 1510. Couvent Saint-François, Fiesole.
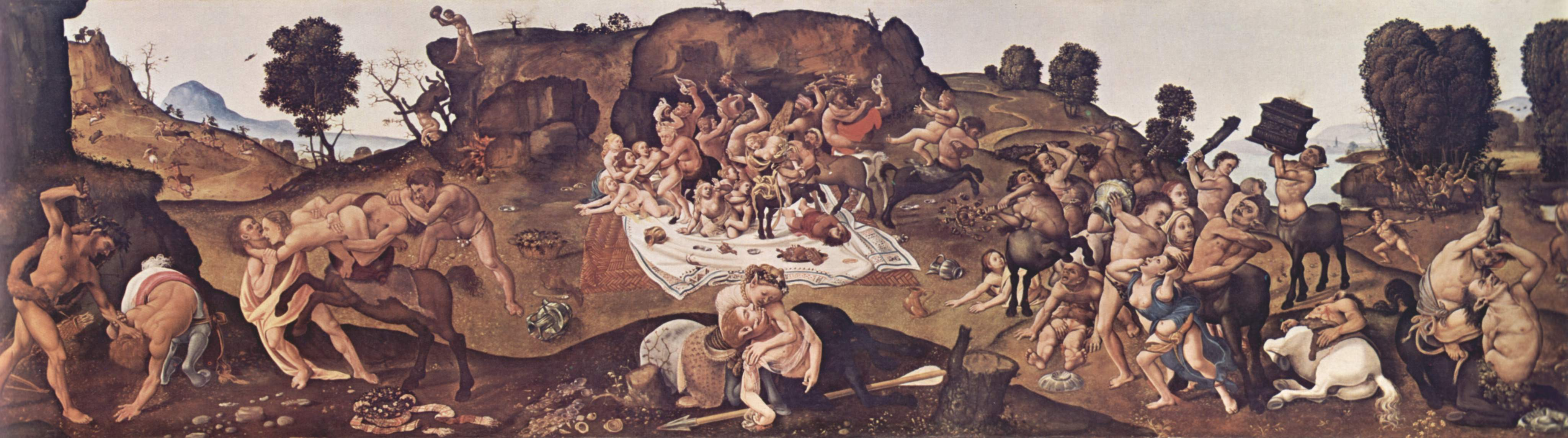
Combat des Centaures et des Lapithes, 1500-1515. National Gallery, Londres.
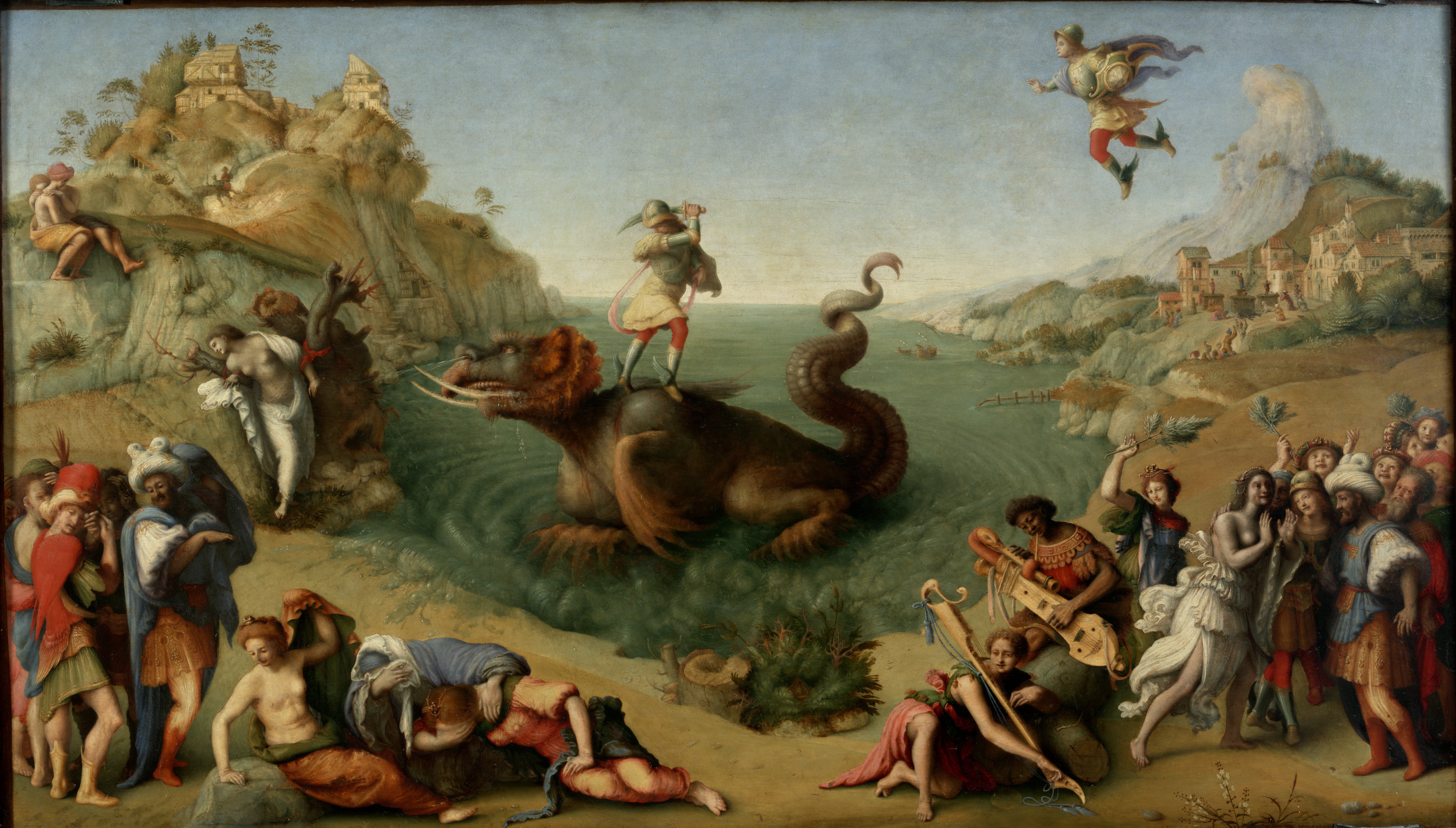
Andromède, 1515. Musée des Offices.
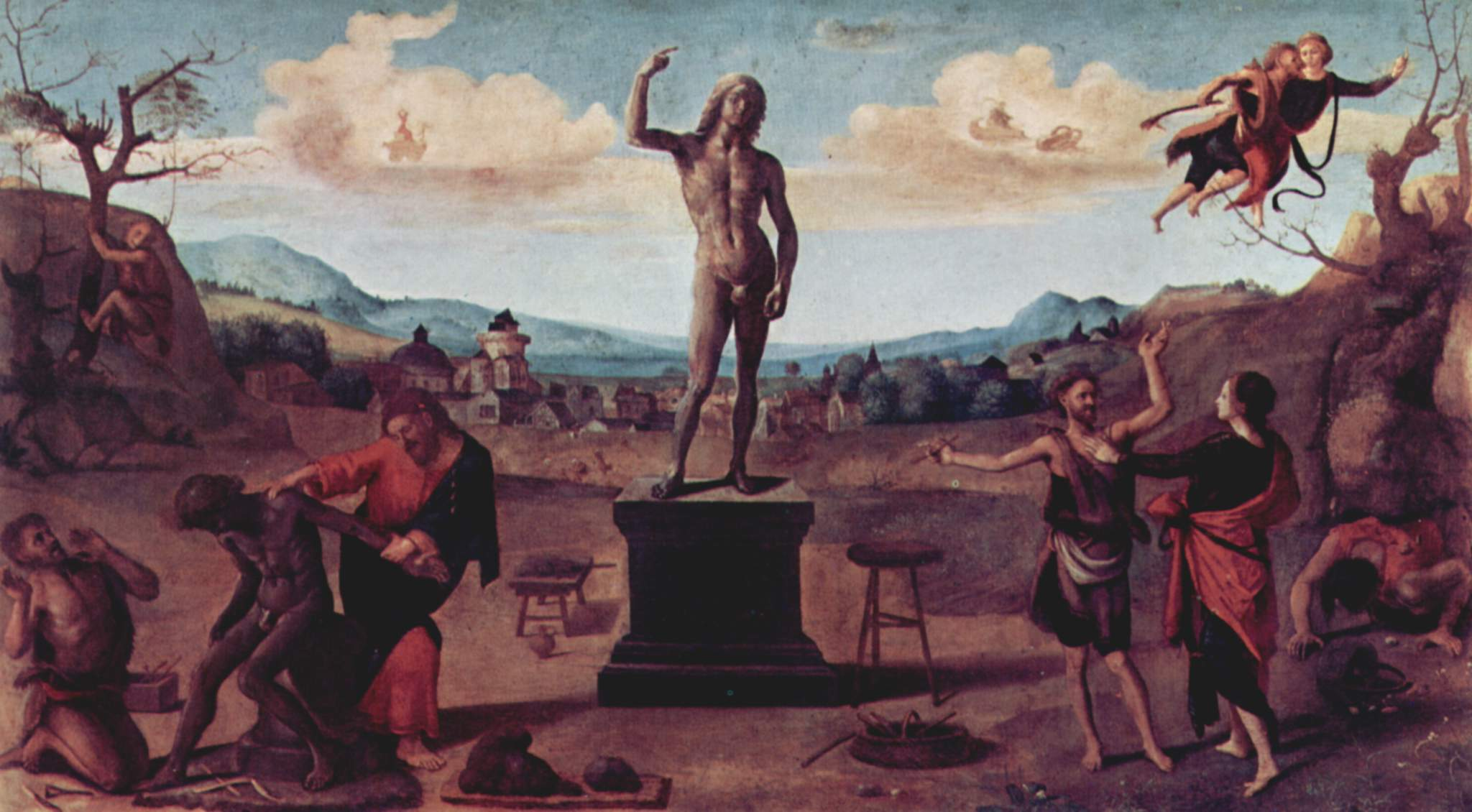
Prométhée, 1520. Alte Pinakothek.
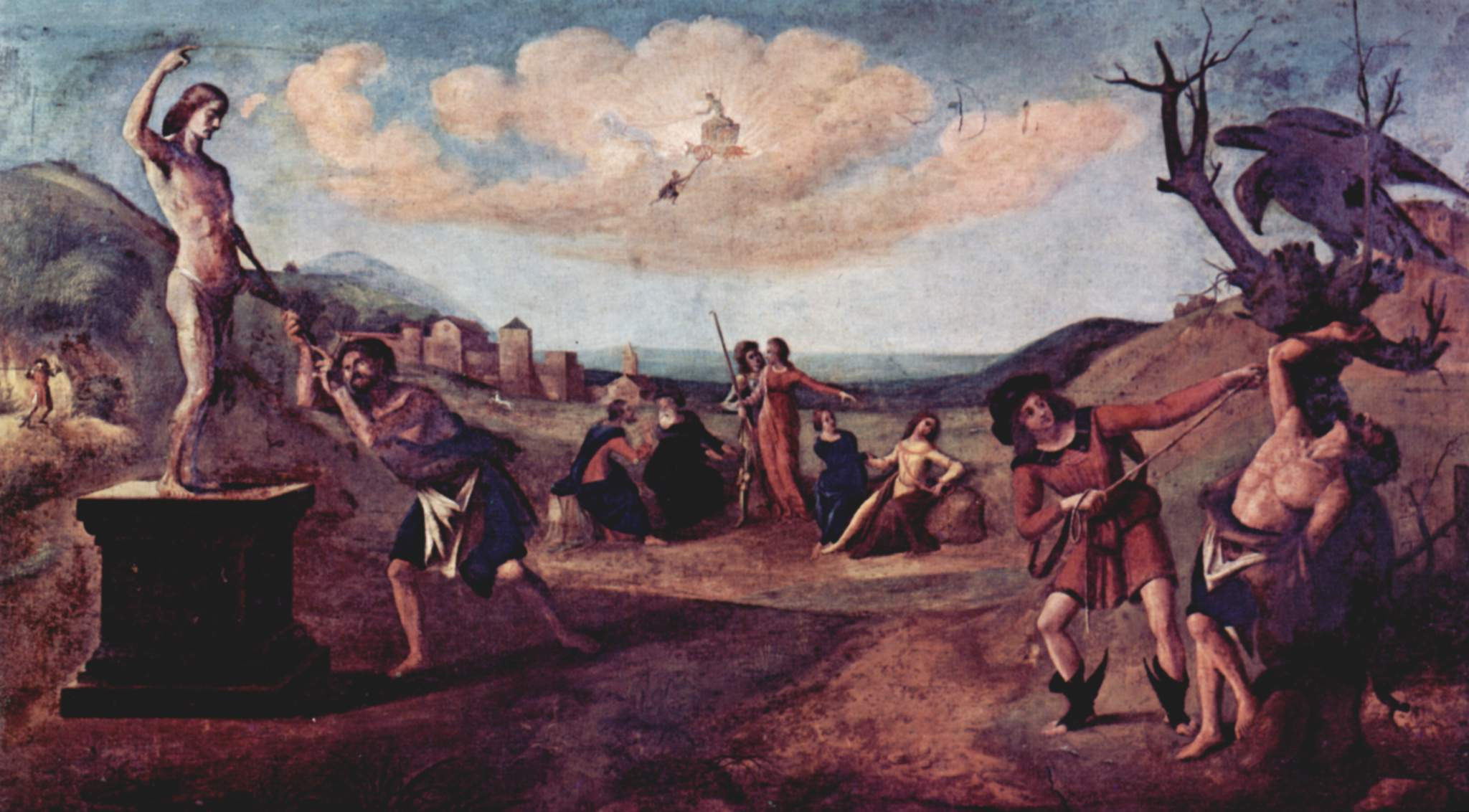
Prométhée, 1520. Beaux-Arts de Strasbourg.

### Non datées
- Vierge à l'Enfant avec anges, sainte Catherine d'Alexandrie, Rosa da Viterbo, saint Pierre et saint jean l'Évangéliste, huile sur bois, 203 × 197 cm, Florence, Galleria dello Spedale degli Innocenti
- Sainte Famille et anges, tondo, huile sur bois, diam. 165 cm, Dresde, Gemäldegalerie Alte Meister
- Vierge à l'Enfant, avec saint Jean Baptiste et anges huile sur bois, tondo, diam. 85 cm, Fine Art Gallery, San Diego, Californie
- Volto Santo di Lucca, huile sur bois, 160 × 120,5 cm, Budapest, Szépművészeti Múzeum
- Pietà avec saint Jean, Marie-Madeleine et saint Martin, huile sur bois, 190 × 112 cm, Pérouse, Galerie nationale de l'Ombrie
- Due angeli con corona e turiboli, huile sur bois, 69 × 182 cm, Édimbourg, National Gallery of Scotland
- Deux anges, huile sur toile, 67 × 87 cm, Boston, Church of the Advent

## Fresques
Dans la Chapelle Sixtine :
- Moïse et les tables de la Loi
- Sermon sur la montagne
- Paysage, fragment de la Predica di Cristo e guarigione del lebbroso